# Audi A8
Audi A8 — автомобиль представительского класса производимый концерном Audi AG в городе Неккарзульм, Германия, преемник модели Audi V8.

## История до A8

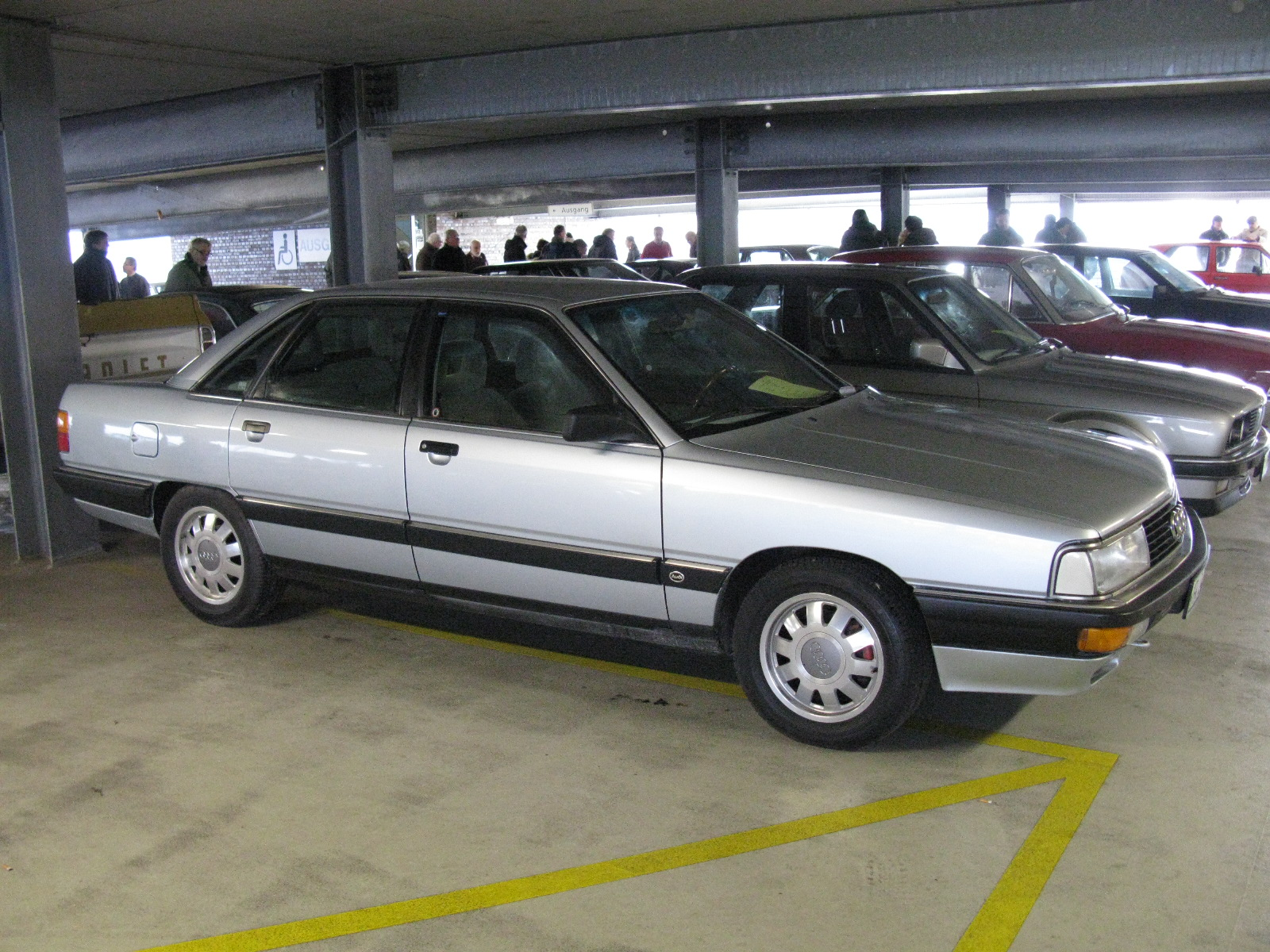
Audi 200

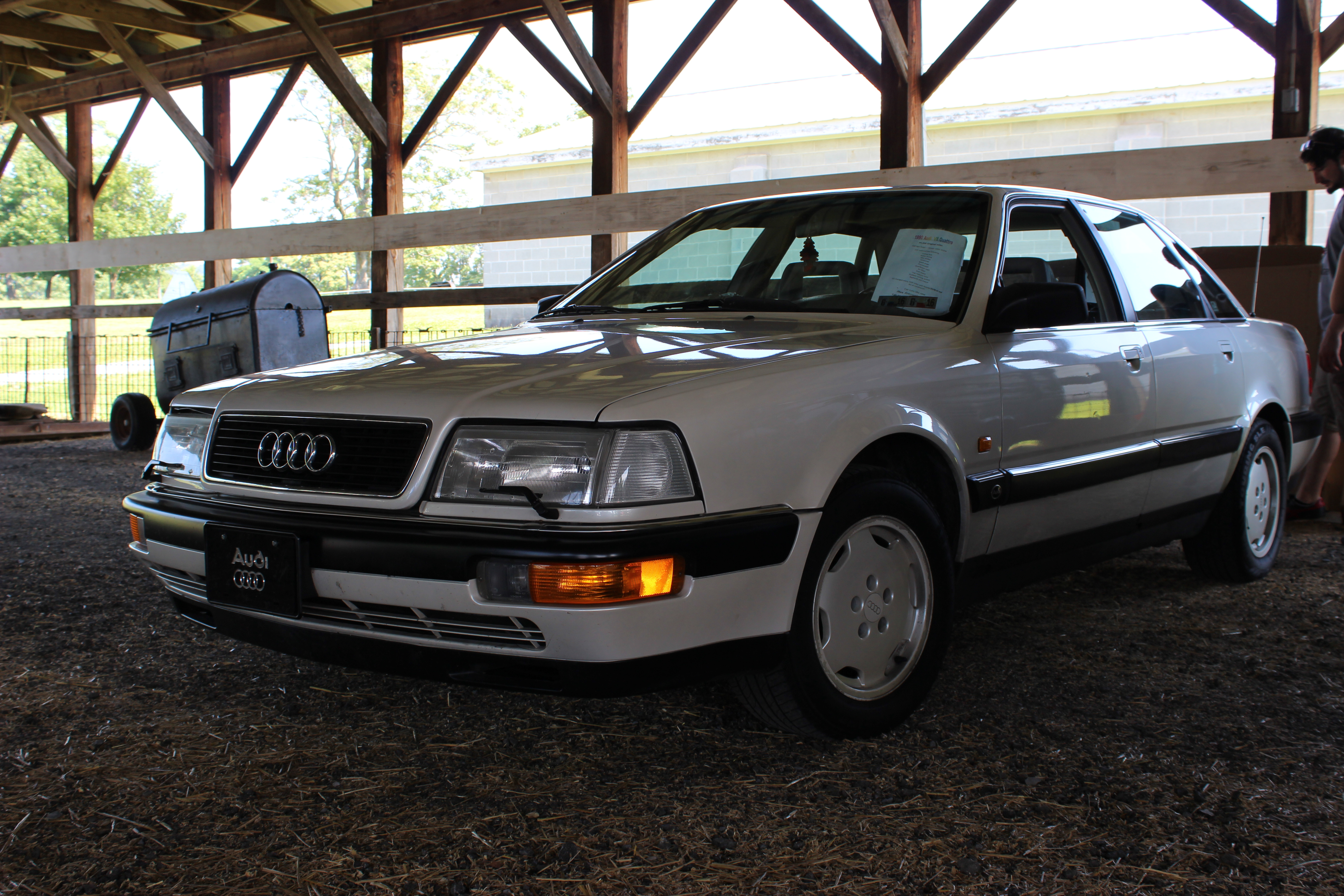
Audi V8 quattro (D1)

Выпуск автомобилей представительского класса под маркой Audi начался в 1979 году. Первым из них стал Audi 200 (Typ 43), базировавшийся на платформе Audi 100 C2. В 1983 году в качестве люксовой версии нового Audi 100 C3 был выпущен Audi 200 Typ 44. В 1988 году Audi V8 стал первой самостоятельной моделью представительского класса. Тем не менее, и он, несмотря на новую с технической точки зрения конструкцию, базировался на платформе Audi 100. С этим связан ряд конструктивных особенностей, обусловивших, в частности, недостаток простора и комфорта. Три первые модели привлекли к себе внимание, в первую очередь, благодаря полному приводу quattro. Значительная часть его технических компонентов применялась также в модели Volkswagen Phaeton.

## Периодизация
- 1994–1999: Audi A8 тип D2/4D
- 1999–2001: Audi A8 тип D2/4D, 1-й рестайлинг (изменена передняя часть кузова, алюминиевые молдинги впереди и сзади, правое наружное зеркало такой же величины как левое, изменена центральная консоль, изменены ручки дверей, белые боковые повторители указателей поворота)
- 2001–2002: Audi A8 тип D2/4D, 2-й рестайлинг (слегка изменены противотуманные фары, алюминиевая планка на пепельнице, добавлено небольшое отделение в центральной консоли, автоматическая коробка передач со ступенью S вместо 2/3/4)
- 2002–2005: Audi A8 тип D3/4E
- 2005–2007: Audi A8 тип D3/4E, 1-й рестайлинг (внешне заметен по решётке радиатора Singleframe и другому капоту)
- 2007–2009: Audi A8 тип D3/4E, 2-й рестайлинг (слегка изменена решётка радиатора, повторители указателей поворота в корпусах наружных зеркал, изменены задние фонари)
- 2009–2013: Audi A8 тип D4/4H
- 2013–2017: Audi A8 тип D4/4H, единственный рестайлинг
- С 2017: Audi A8 тип D5

## Привод

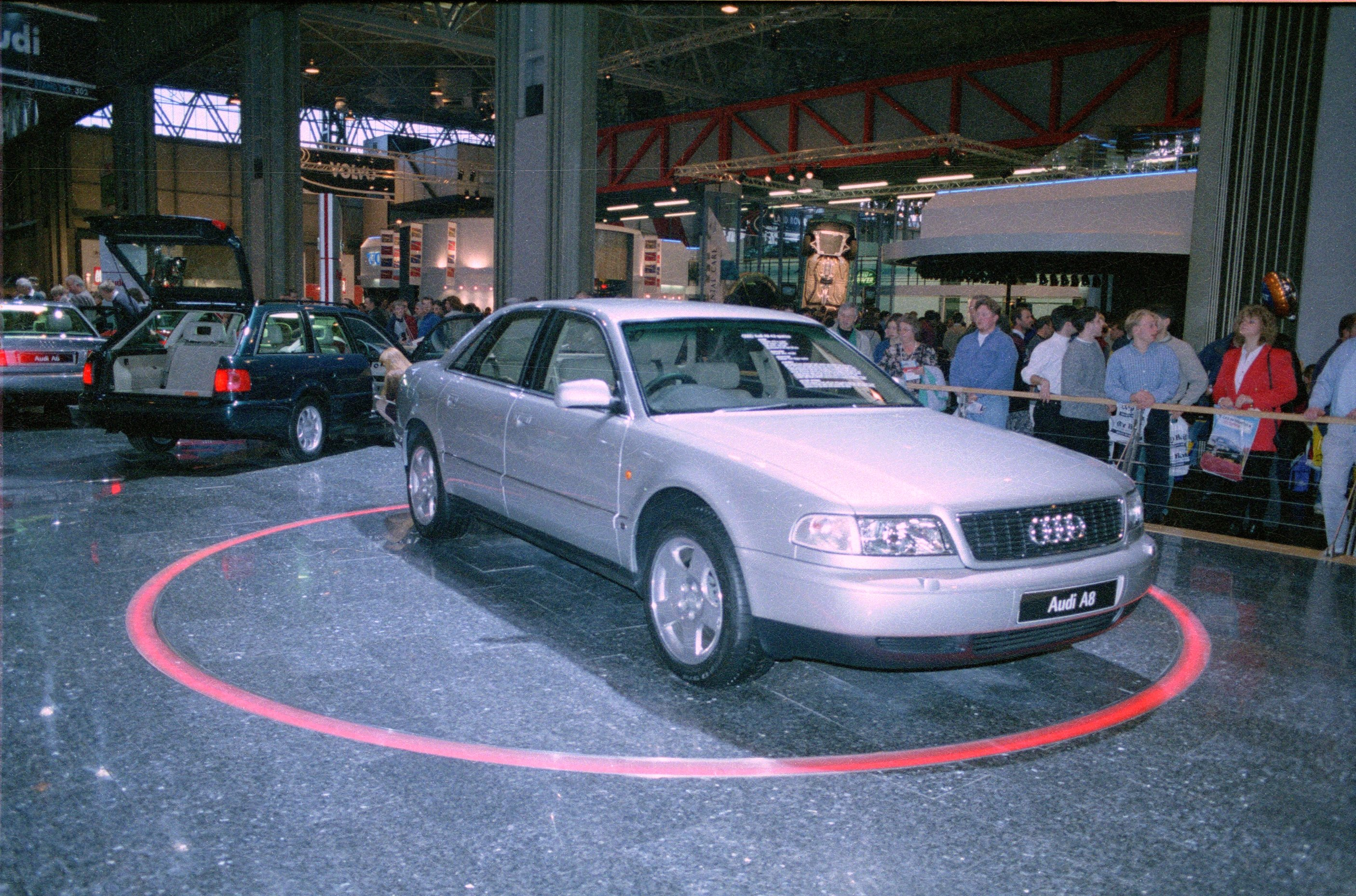
Компания Audi представляет новинку в области автомобилестроения «представительский класс с постоянным полным приводом и полностью из алюминия»

В то время как предшествующая модель Audi V8 выпускалась исключительно с постоянным полным приводом quattro, Audi A8 в сочетании с менее мощными моделями бензиновых двигателей предлагается на выбор в переднеприводной и полноприводной модификациях (как правило, модели представительского класса оснащаются задним приводом). В момент своего появления на рынке полноприводный Audi также был абсолютной новинкой в представительском классе.
До 1996 года в моделях с 4,2-литровым двигателем (все полноприводные) устанавливалась только 4-ступенчатая автоматическая коробка передач. С 1997 года они стали комплектоваться 5-ступенчатым «автоматом». Для моделей с менее мощными двигателями на выбор предлагалась механическая коробка передач. Позднее для Audi S8 с 4,2-литровым мотором стали предлагаться также 6-ступенчатая МКП и 5-ступенчатая АКП. Для модели D3 с приводом на передние колёса предлагался бесступенчатый вариатор multitronic, в моделях с приводом quattro устанавливалась 6-ступенчатая КП tiptronic с динамической программой переключения передач. Дизельные и бензиновые двигатели с высоким крутящим моментом устанавливаются исключительно на полноприводные модели (с 2005 года).

## Tип D2/4D
В качестве базовой модели двигателя предлагался 2,8-литровый 6-цилиндровый бензиновый агрегат. В топовой версии устанавливался W-образный 12 цилиндровый мотор. Большинство покупателей сделали выбор в пользу 8 цилиндрового двигателя рабочим объёмом 4,2 л, на базе которого позднее была создана подчёркнуто спортивная модель — Audi S8. Первым дизельным двигателем для Audi A8 стал 2.5 TDI 150 л. с., но он оказался недостаточно мощным и при обновлении семейства А8 в 2000 году был заменён на версию 180 л.с. В том же году был представлен и первый 8-цилиндровый дизель (TDI). Именно его появление привело к долго не стихавшему повышению спроса на дизельные двигатели большого объёма для автомобилей представительского класса. Всего с июня 1994 по сентябрь 2002 года было выпущено более 105,000 экземпляров.

### Кузов
Кузов Audi A8 полностью изготавливается из алюминия. Благодаря этому проблема коррозии окончательно отошла в прошлое, хотя при определённых условиях коррозия может поражать и алюминий. Самонесущий алюминиевый кузов получил название Audi Space Frame. Предшественник первого Audi A8 уже оснащался полностью оцинкованным кузовом, практически не подверженным коррозии, ржавчина могла появиться только в результате неправильного ремонта после ДТП.
Ещё одной целью разработчиков было и остаётся снижение массы автомобиля и, следовательно, расхода топлива. Это удалось лишь отчасти, поскольку представительский автомобиль должен иметь богатое техническое оснащение. Сюда относится, в частности, привод quattro, увеличивающий массу автомобиля примерно на 100 кг. Тем не менее, Audi A8 был легче сопоставимой «семёрки» BMW или Mercedes S-класса. С тех пор как прекратился выпуск Audi A2, Audi A8 снова стал единственным крупносерийным автомобилем, кузов которого целиком изготавливается из алюминия.

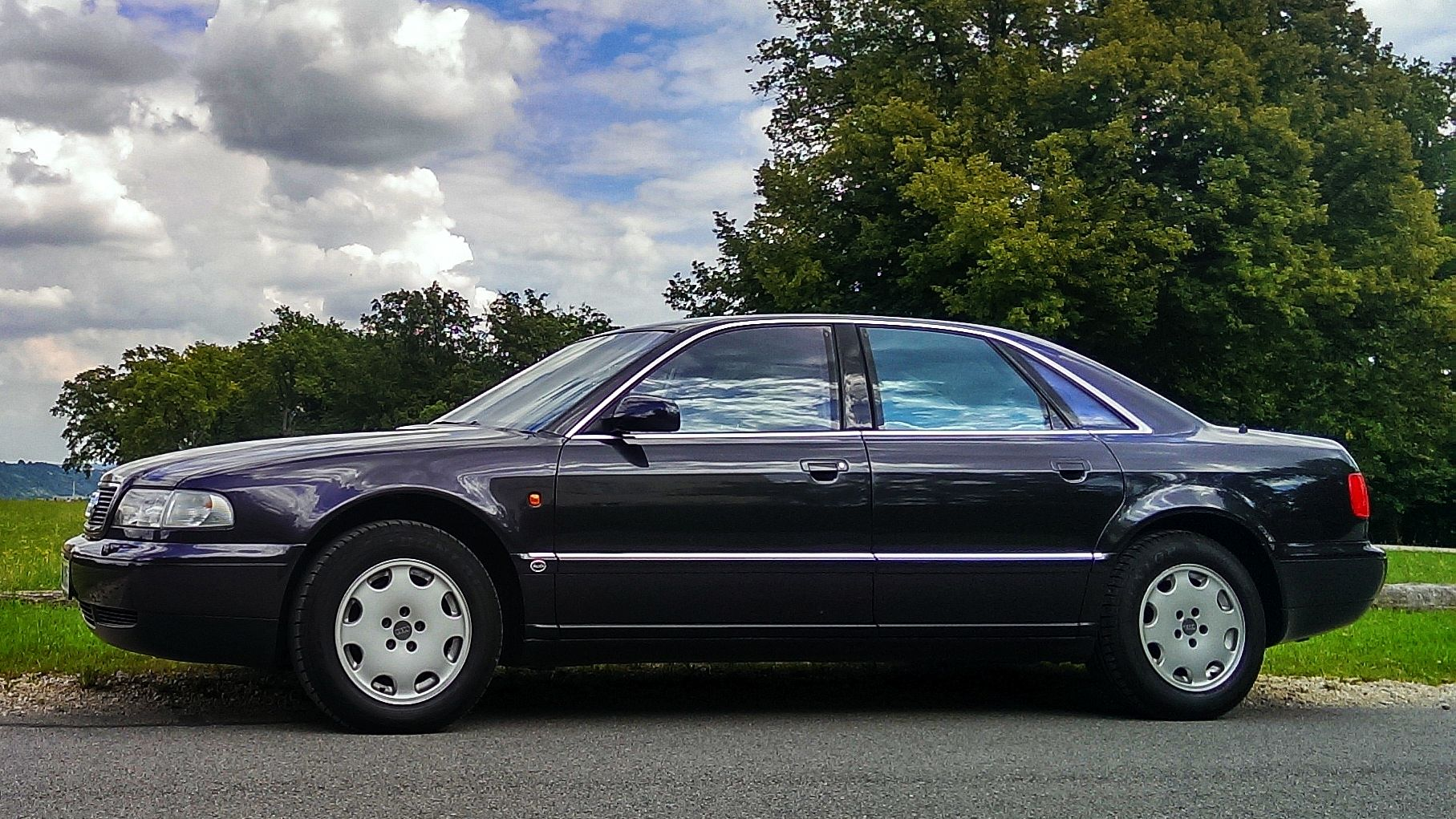
Первая версия кузова D2 (1994—1998 г.)

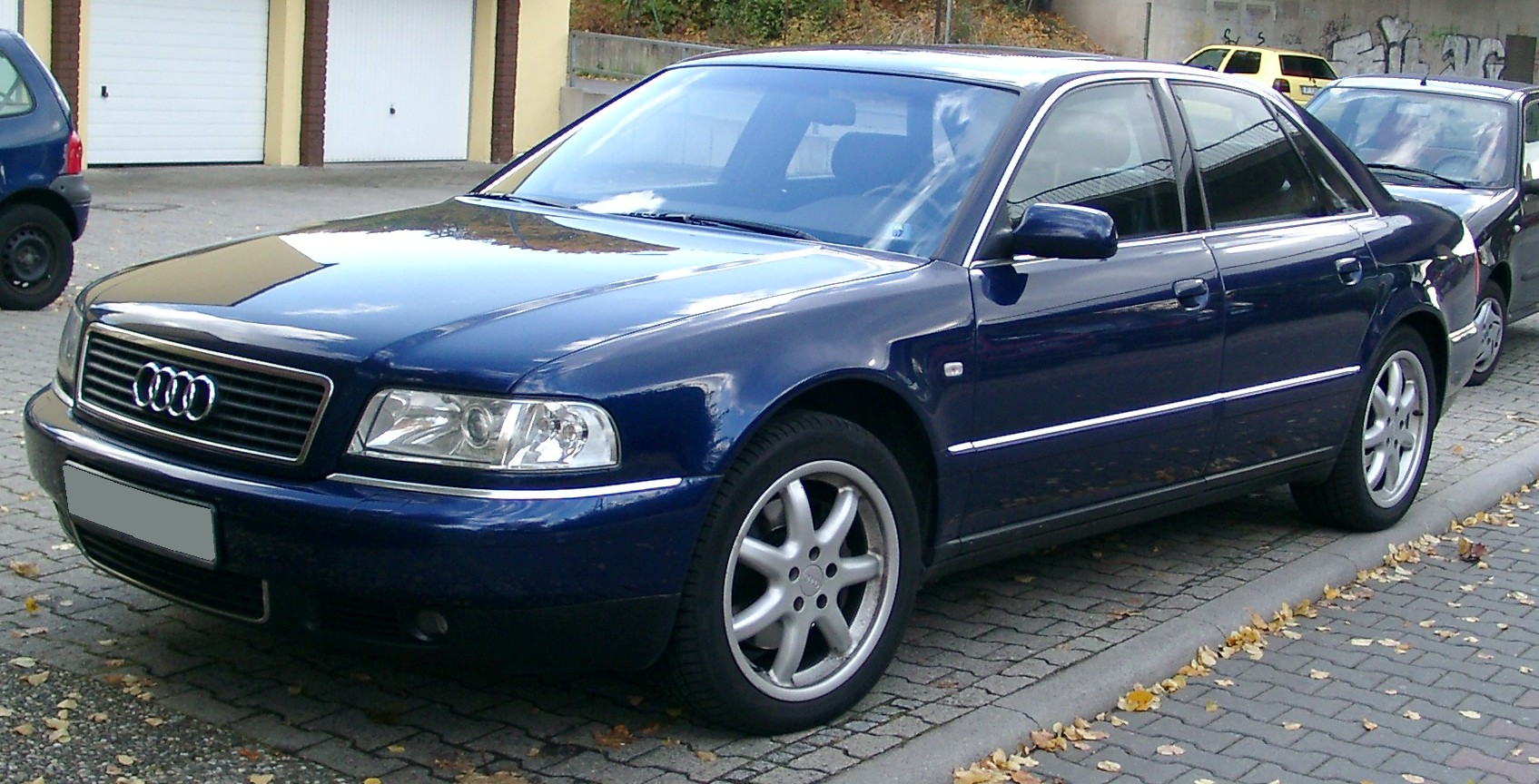
Первый рестайлинг (1998—2001 г.)

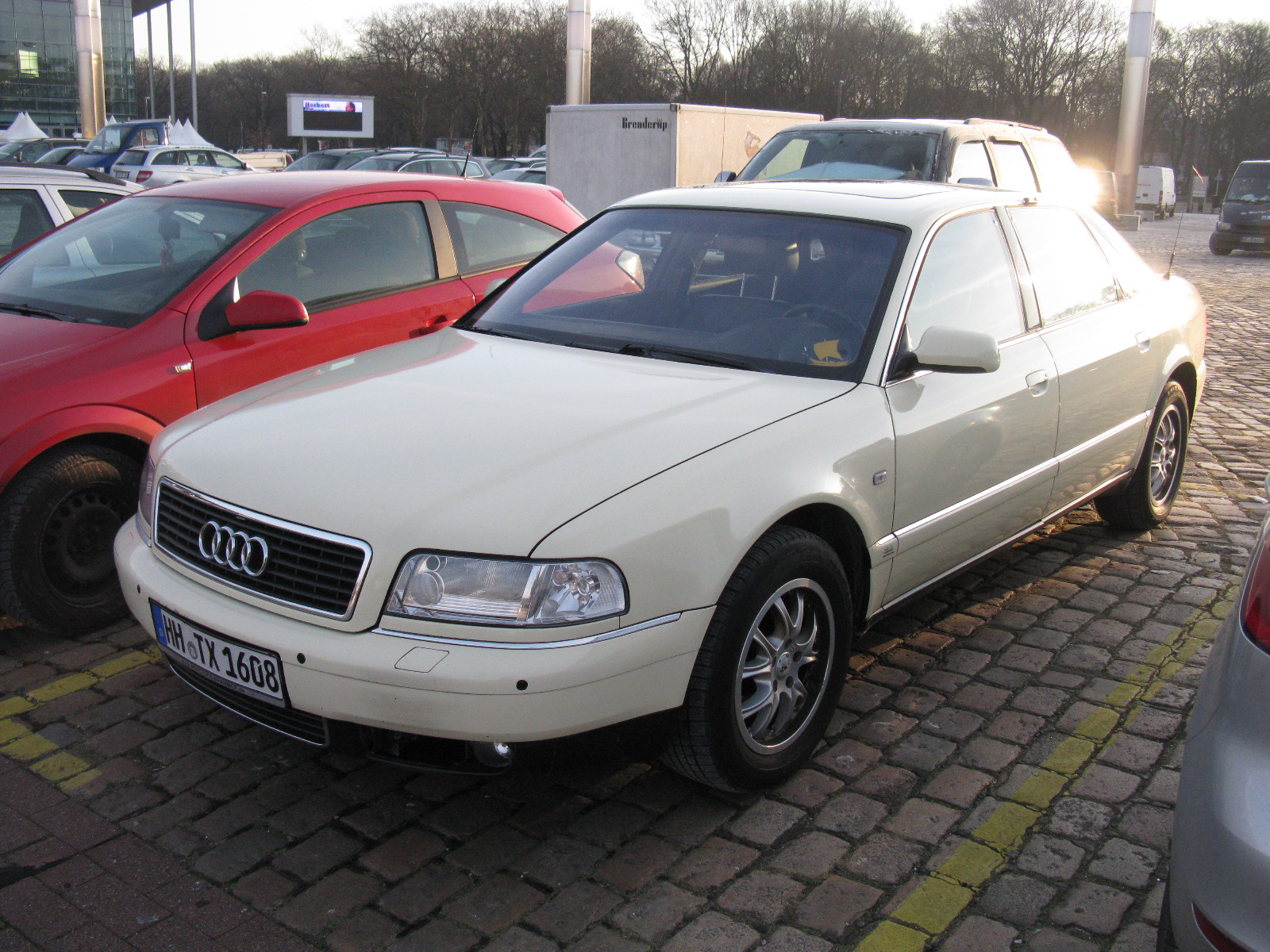
Второй рестайлинг (2001—2002 г.)

В сентябре 2001 года на Международном автосалоне во Франкфурте был представлен концепт Audi Avantissimo — универсал на базе Audi A8 D2. Несмотря на преимущественно положительную реакцию публики, производство такого универсала Audi на ближайшее будущее не запланировано.

### Двигатели

#### Бензиновые двигатели
| Модель                                 | Рабочий объём | Мощность | Привод           | Период выпуска              |
| V-образный шестицилиндровый двигатель  |               |          |                  |                             |
| 2.8 (12V)                              | 2771 см³      | 174 л.с. | Передний/quattro | 1994–1996                   |
| 2.8 (30V)                              | 2771 см³      | 193 л.с. | Передний/quattro | 1996–2002                   |
| V-образный восьмицилиндровый двигатель |               |          |                  |                             |
| 3.7                                    | 3697 см³      | 230 л.с. | Передний/quattro | 1995–1998                   |
| 3.7                                    | 3697 см³      | 260 л.с. | Передний/quattro | 1998–2002                   |
| 4.2 quattro                            | 4172 см³      | 238 л.с. | quattro          | 1999–2000                   |
| 4.2 quattro                            | 4172 см³      | 300 л.с. | quattro          | 1994–1998                   |
| 4.2 quattro                            | 4172 см³      | 310 л.с. | quattro          | 1999–2002                   |
| S8                                     | 4172 см³      | 350 л.с. | quattro          | 1996–1999                   |
| S8                                     | 4172 см³      | 365 л.с. | quattro          | 1999–2002                   |
| W-образный 12-цилиндровый двигатель    |               |          |                  |                             |
| 6.0 W12 quattro                        | 5998 см³      | 420 л.с. | quattro          | 2001–2002 (750 экземпляров) |

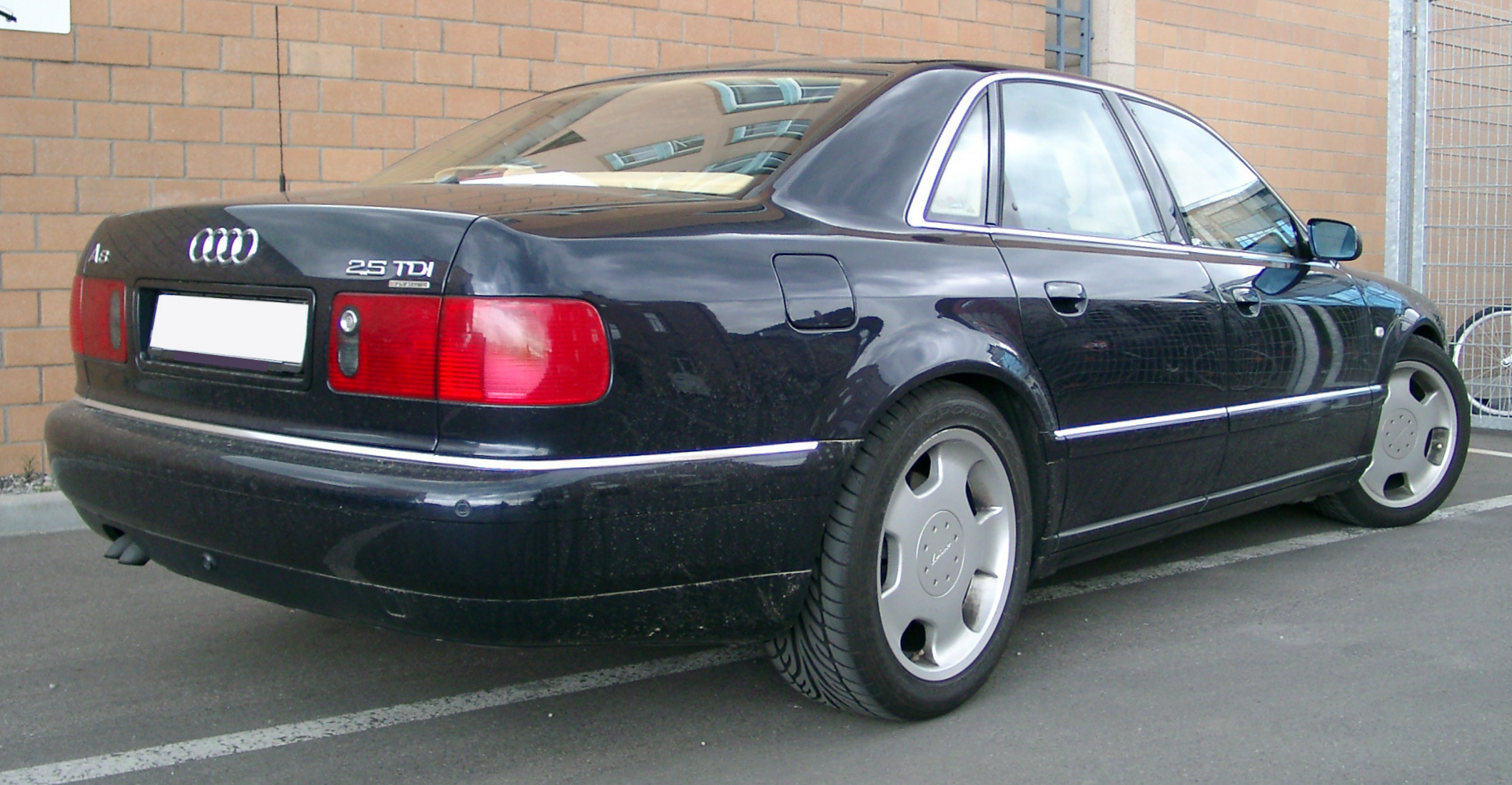
Вид сзади
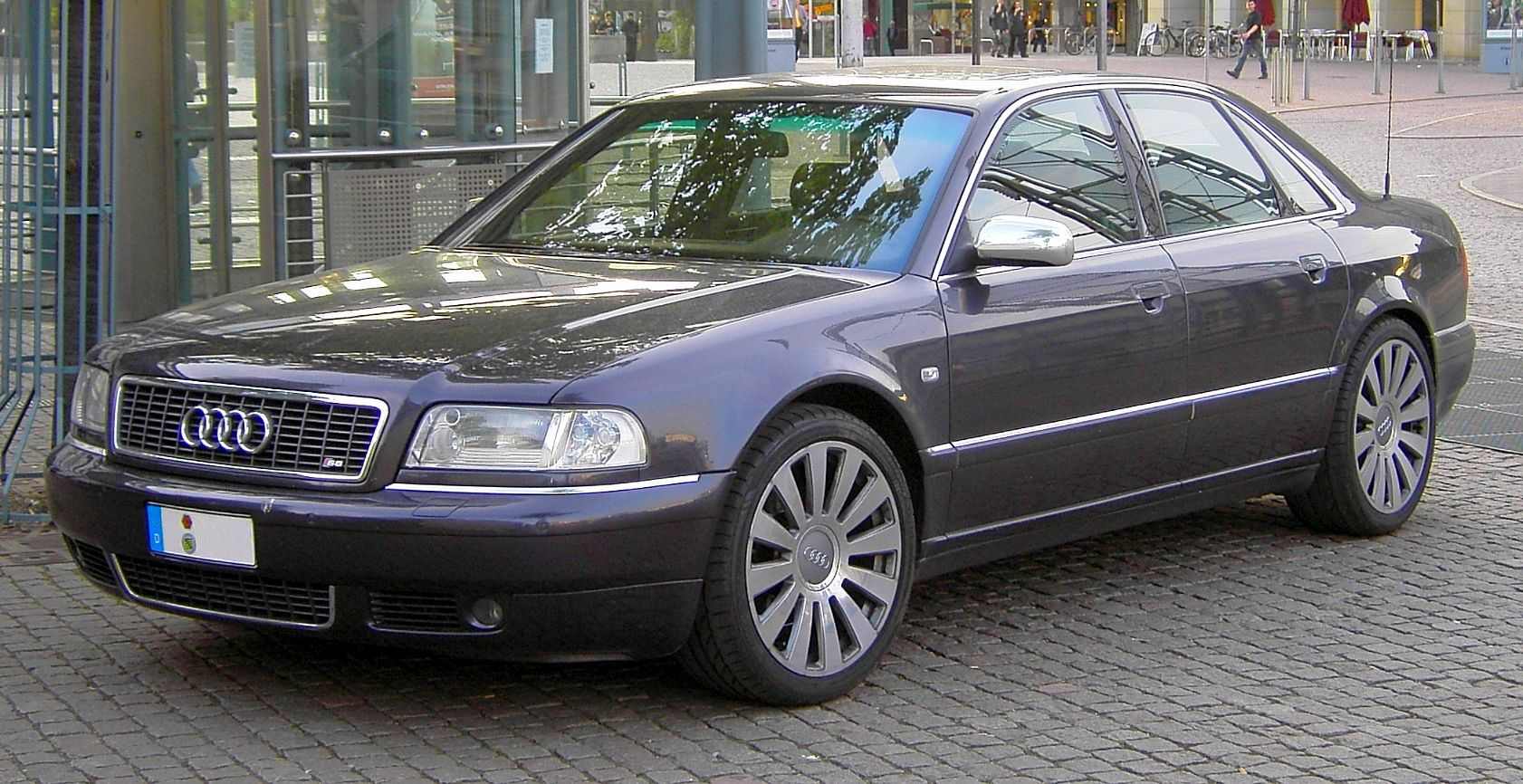
Audi S8 (1996–1999)
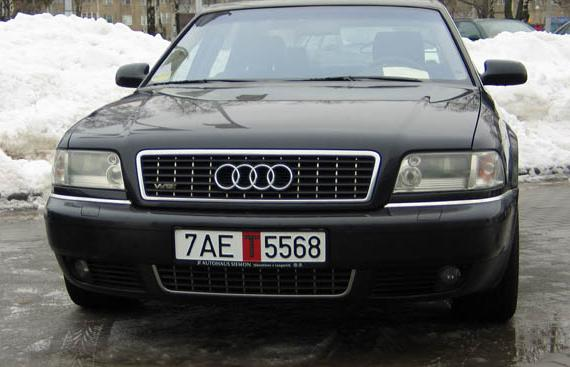
Audi A8 6.0 W12 (2001–2002)
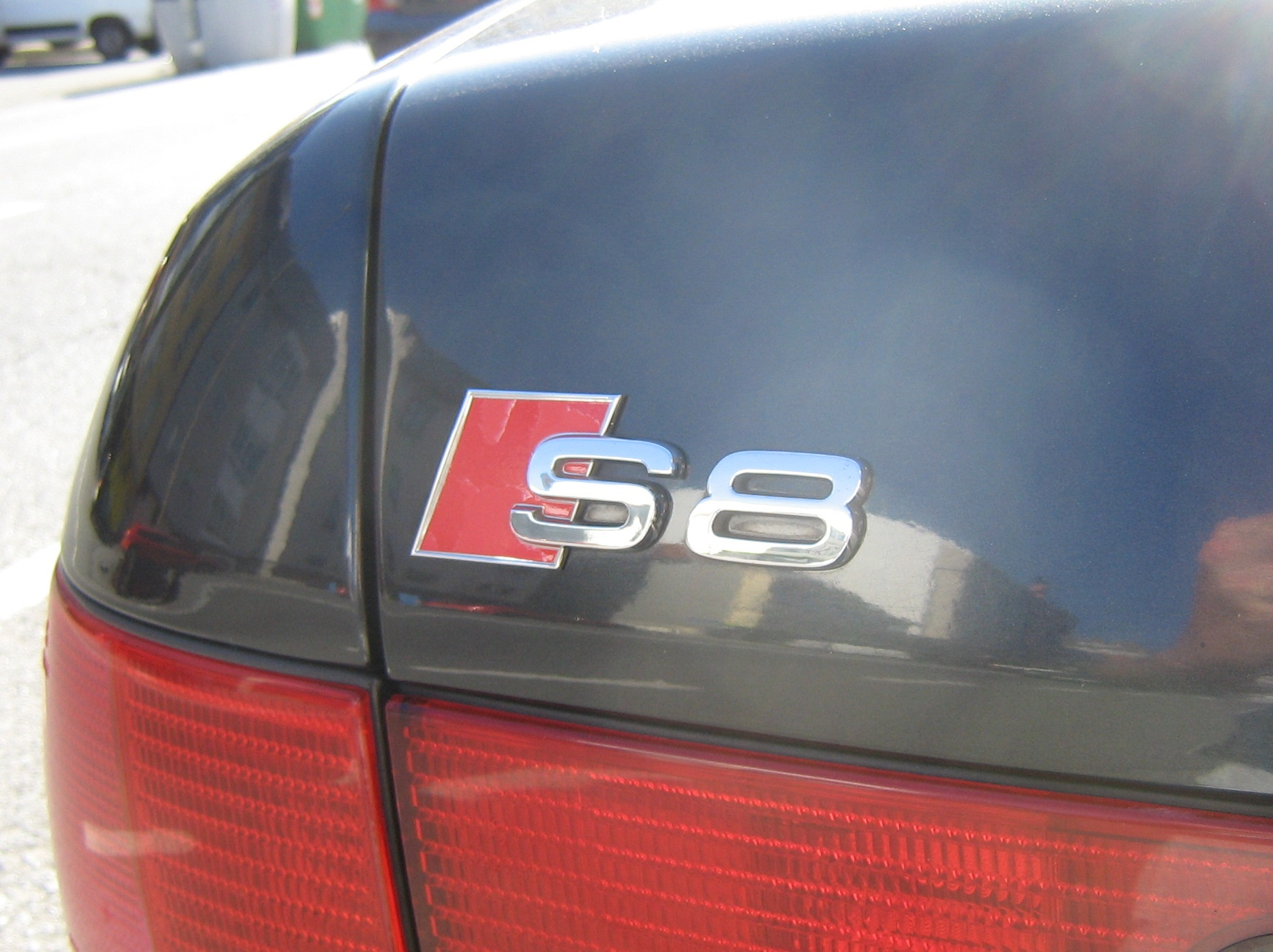
Логотип Audi S8

#### Дизельные двигатели
| Модель                                 | Рабочий объём | Мощность  | Привод           | Период выпуска |
| V-образный шестицилиндровый двигатель  |               |           |                  |                |
| 2.5 TDI                                | 2496 см³      | 150 л. с. | Передний/quattro | 1997–2000      |
| 2.5 TDI                                | 2496 см³      | 180 л. с. | Передний/quattro | 1999–2002      |
| V-образный восьмицилиндровый двигатель |               |           |                  |                |
| 3.3 TDI quattro                        | 3328 см³      | 224 л. с. | quattro          | 1999–2002      |

### Производство
| Страна   | 1994  | 1995   | 1996   | 1997   | 1998   | 1999   | 2000   | 2001   | 2002  |
| -------- | ----- | ------ | ------ | ------ | ------ | ------ | ------ | ------ | ----- |
| Германия | 5,000 | 12,700 | 11,000 | 15,500 | 15,400 | 14,600 | 12,900 | 11,700 | 7,000 |

### Цена
| Модель         | Мощность, л.с. | Цена, DM |
| -------------- | -------------- | -------- |
| A8 2.8         | 193            | 85000    |
| A8 3.7         | 230            | 99700    |
| A8 2.5 TDI     | 150            | 83500    |
| A8 2.8 quattro | 193            | 91000    |
| A8 3.7 quattro | 230            | 105700   |
| A8 4.2 quattro | 300            | 115700   |
| S8             | 350            | 133500   |
| S8             | 365            | 143500   |

### Продажи
| Страна   | 1994  | 1995  | 1996  | 1997  | 1998  | 1999  | 2000  | 2001  | 2002   |
| -------- | ----- | ----- | ----- | ----- | ----- | ----- | ----- | ----- | ------ |
| Германия | 2,351 | 7,689 | 6,291 | 7,558 | 7,053 | 7,097 | 5,768 | 4,896 | 4,373* |

- — вместе с Audi A8 второго поколения

## Тип D3/4E
В ноябре 2002 года на смену первому Audi A8, выпускавшемуся в течение восьми лет под внутренним наименованием D2, пришла модель D3 (модельный год 2003). Целью новой разработки было устранение пресловутого недостатка в комфорте Audi A8 при сохранении всех его конкурентных преимуществ. В 2008 году Audi A8 занял второе место по статистике постановки на учёт в ФРГ новых автомобилей представительского класса (4446 единиц).
Основательной модернизации подверглась линейка двигателей, см. также раздел о двигателях для Typ D3. В качестве новой базовой модели был представлен 2,8 литровый 6-цилиндровый агрегат мощностью 210 л. с., мощность 8 цилиндрового мотора объёмом 4,2 л была увеличена до 350 л. с. В гамме двигателей остался 6.0-литровый W12 и добавился V10 мощностью 450 л. с., устанавливавшийся только на модель S8. В 2006 году появилась модель 4.2 TDI мощностью 326 л.с. На тот момент это был самый мощный в мире дизельный двигатель, устанавливавшийся на серийный представительский седан.
После того как у D2 был позаимствован 6.0-литровый 12-цилиндровый двигатель (W12) мощностью 450 л. с., A8 (D3) в 2004 году стал первым автомобилем Audi, переднюю часть кузова которого украсила характерная решётка радиатора Singleframe.
Перечень дополнительного оборудования актуальной версии Audi A8 включает в себя такие позиции, как адаптивный круиз-контроль (ACC) и динамическая система освещения поворотов. Адаптивная пневмоподвеска adaptive air suspension также входит в стандартную комплектацию. Audi A8 — один из первых автомобилей, которые (с 34-й недели 2006 года) могут на заводе оснащаться автомобильным телефоном с интерфейсом Bluetooth и профилем SIM Access Profile — вместо обычной системы громкой связи с интерфейсом Bluetooth.

### Двигатели
К началу продаж модели Audi A8 D3 в октябре 2002 года линейка двигателей включала три варианта 8-цилиндровых силовых агрегатов. На выбор предлагались 3,7 литровый двигатель 280 л .с., мощность которого по сравнению с предыдущей моделью увеличилась на 20 л.с., и 4,2-литровый агрегат мощностью 335 л. с., устанавливавшийся только в сочетании с полным приводом.
Четырёхлитровый 8-цилиндровый дизельный двигатель предлагался в сочетании с полным приводом quattro и развивал мощность 275 л. с. и максимальный крутящий момент 650 Н·м, обеспечивавший разгон от 0 до 100 км/ч за 6,7 секунды.
В 2003 году появилась «младшая модель» A8 с 3-литровым 6-цилиндровым двигателем мощностью 220 л. с. и приводом на передние колёса. В 2004 году начался выпуск 12-цилиндровой модели (W12) рабочим объёмом 6 л и мощностью 450 л. с.
В качестве базовой дизельной модели в 2004 году был представлен 3-литровый 6 цилиндровый агрегат с системой впрыска Common Rail мощностью 233 л. с., который, как и большинство двигателей для A8, сочетается только с полным приводом quattro. В 2005 году на смену 4-литровому дизелю пришла обновлённая модель объёмом 4,2 л и мощностью 326 л. с., развивающая крутящий момент 650 Н·м.
В ходе рестайлинга в сентябре 2005 года из линейки двигателей были изъяты 3 литровый 6-цилиндровый агрегат и 3,7-литровый V8. На смену им пришёл 3,2 литровый V6 мощностью 260 л. с. с непосредственным впрыском бензина. Тогда же двигатель 4,2 л V8 MPI (Multipoint Injection) мощностью 335 л. с. был заменён моделью 4,2 л V8 FSI (с непосредственным впрыском бензина) мощностью 350 л. с. Позднее линейка двигателей пополнилась новой базовой моделью — 2,8 л V6 мощностью 210 л. с., довольствующейся в среднем 8,3 л бензина на 100 км.

В 2006 году появился спортивный вариант A8 — S8, оснащавшийся 5,2-литровым 10-цилиндровым двигателем мощностью 450 л.с. позаимствованный у Lamborghini Gallardo и доработанный инженерами из Audi AG. Он представляет собой более спортивную и экономичную альтернативу W12 такой же мощности.

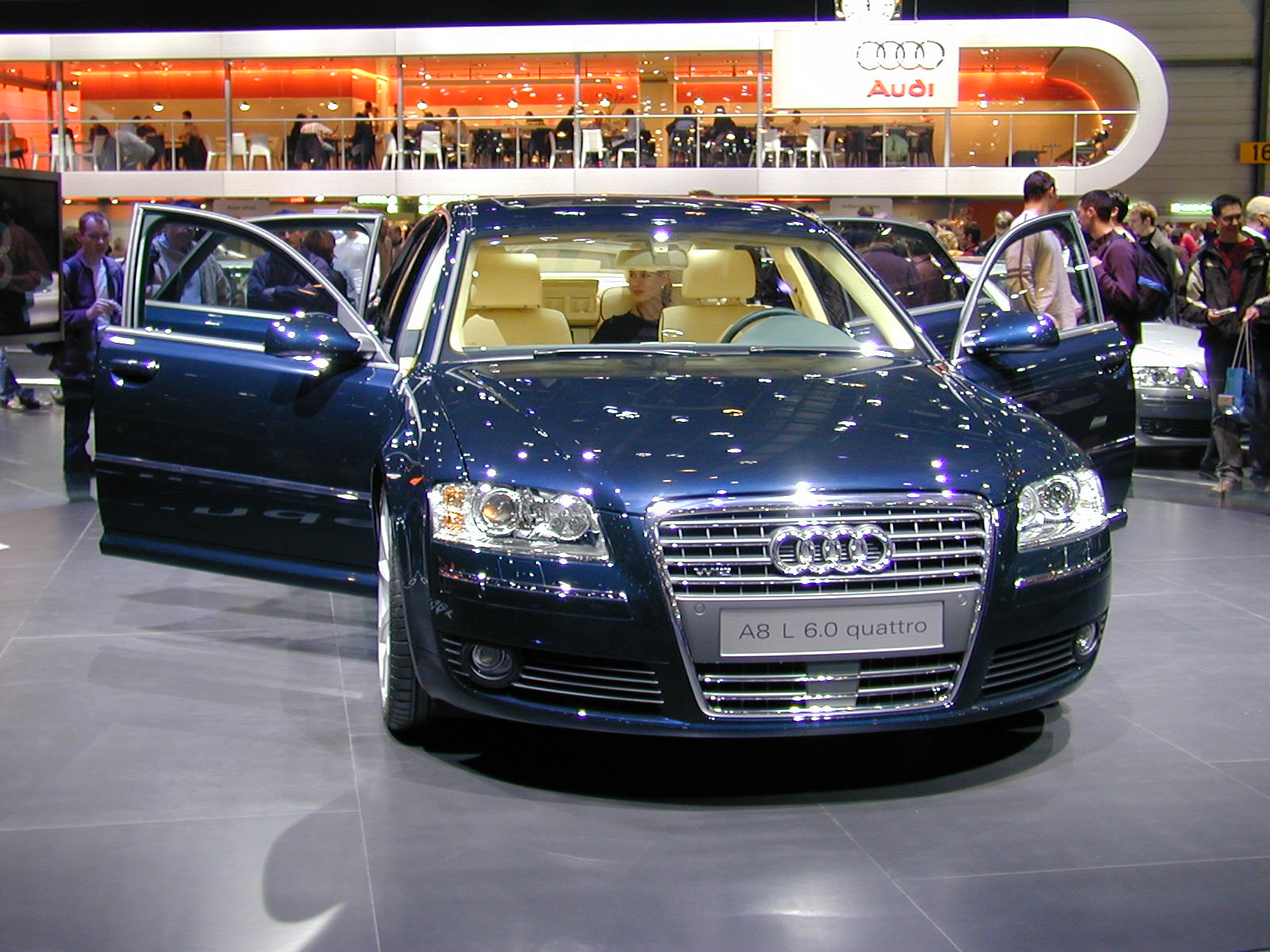
Audi A8 Long (D3) 6.0 W12 quattro на выставке в Женеве. Представляют рестайлинг и Singleframe. (2004 г.)

Следующий рестайлинг был проведён в 2007 году. В число новинок входил изменённый дизайн задних фонарей, новые противотуманные фары и новая базовая модель бензинового двигателя рабочим объёмом 2,8 л (2.8 FSIe).

#### Бензиновые двигатели
| Модель                                   | Объём    | Мощность                       | Крутящий момент              | Привод           | Версия                      | Период выпуска |
| V-образный шестицилиндровый двигатель    |          |                                |                              |                  |                             |                |
| A8 2.8 FSI                               | 2773 см³ | 210 л. с. при 5500–6800 об/мин | 280 Н·м при 3000–5000 об/мин | Передний         |                             | 2007–2010      |
| A8 3.0                                   | 2976 см³ | 220 л. с. при 6300 об/мин      | 300 Н·м при 3200 об/мин      | Передний         | в том числе с длинной базой | 2003–2005      |
| A8 3.2 FSI                               | 3123 см³ | 260 л. с. при 6500 об/мин      | 330 Н·м при 3250 об/мин      | Передний/quattro | в том числе с длинной базой | 2005–2010      |
| V-образный 8-восьмицилиндровый двигатель |          |                                |                              |                  |                             |                |
| A8 3.7                                   | 3697 см³ | 280 л. с. при 6000 об/мин      | 350 Н·м при 3250 об/мин      | quattro          |                             | 2002–2006      |
| A8 4.2                                   | 4172 см³ | 335 л. с. при 6200 об/мин      | 430 Н·м при 3500 об/мин      | quattro          | в том числе с длинной базой | 2002–2006      |
| A8 4.2 FSI                               | 4163 см³ | 350 л. с. при 6800 об/мин      | 440 Н·м при 3500 об/мин      | quattro          | в том числе с длинной базой | 2006–2010      |
| V-образный 10-цилиндровый двигатель      |          |                                |                              |                  |                             |                |
| S8                                       | 5204 см³ | 450 л. с. при 7000 об/мин      | 540 Н·м при 3500 об/мин      | quattro          | в том числе с длинной базой | 2006–2010      |

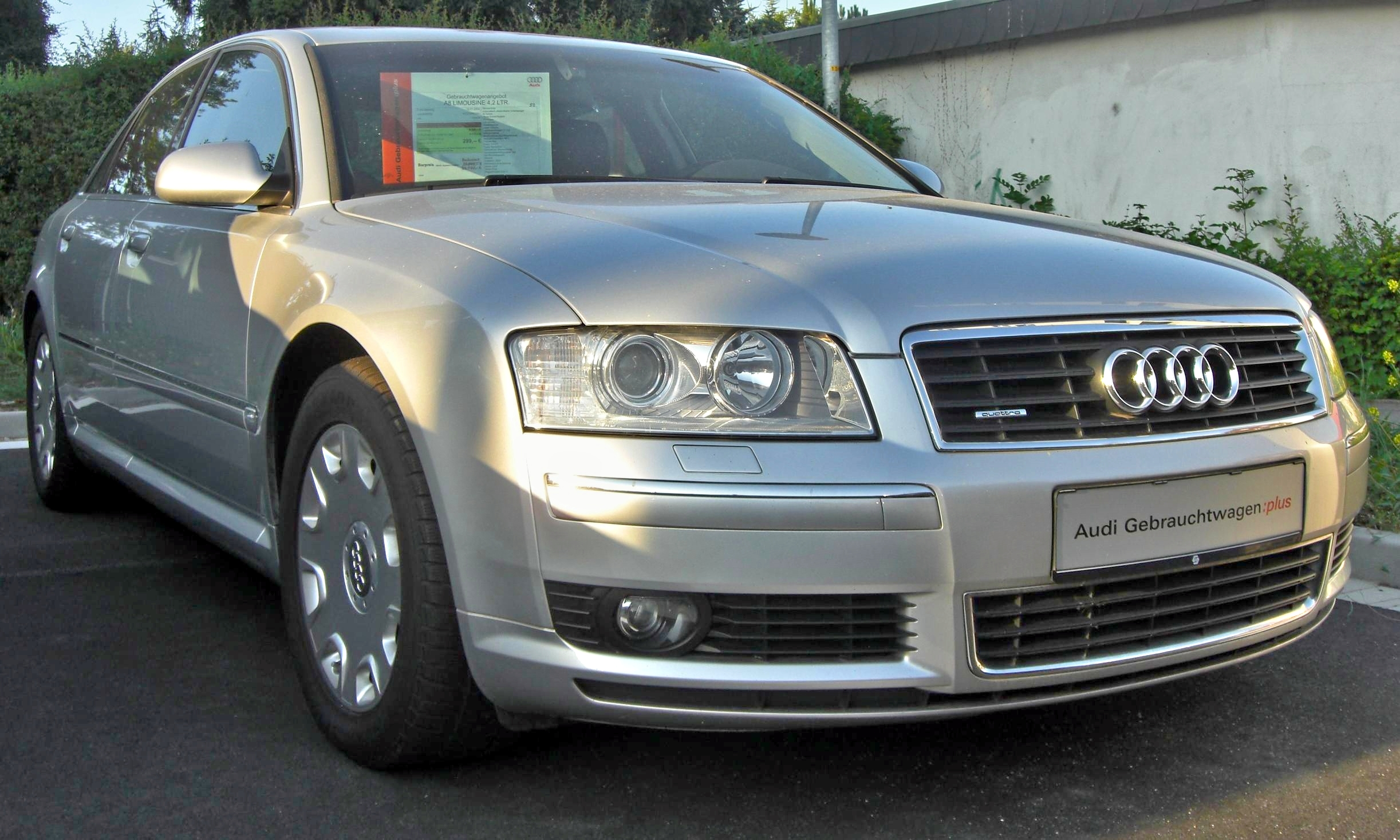
Audi A8 (2002–2005)
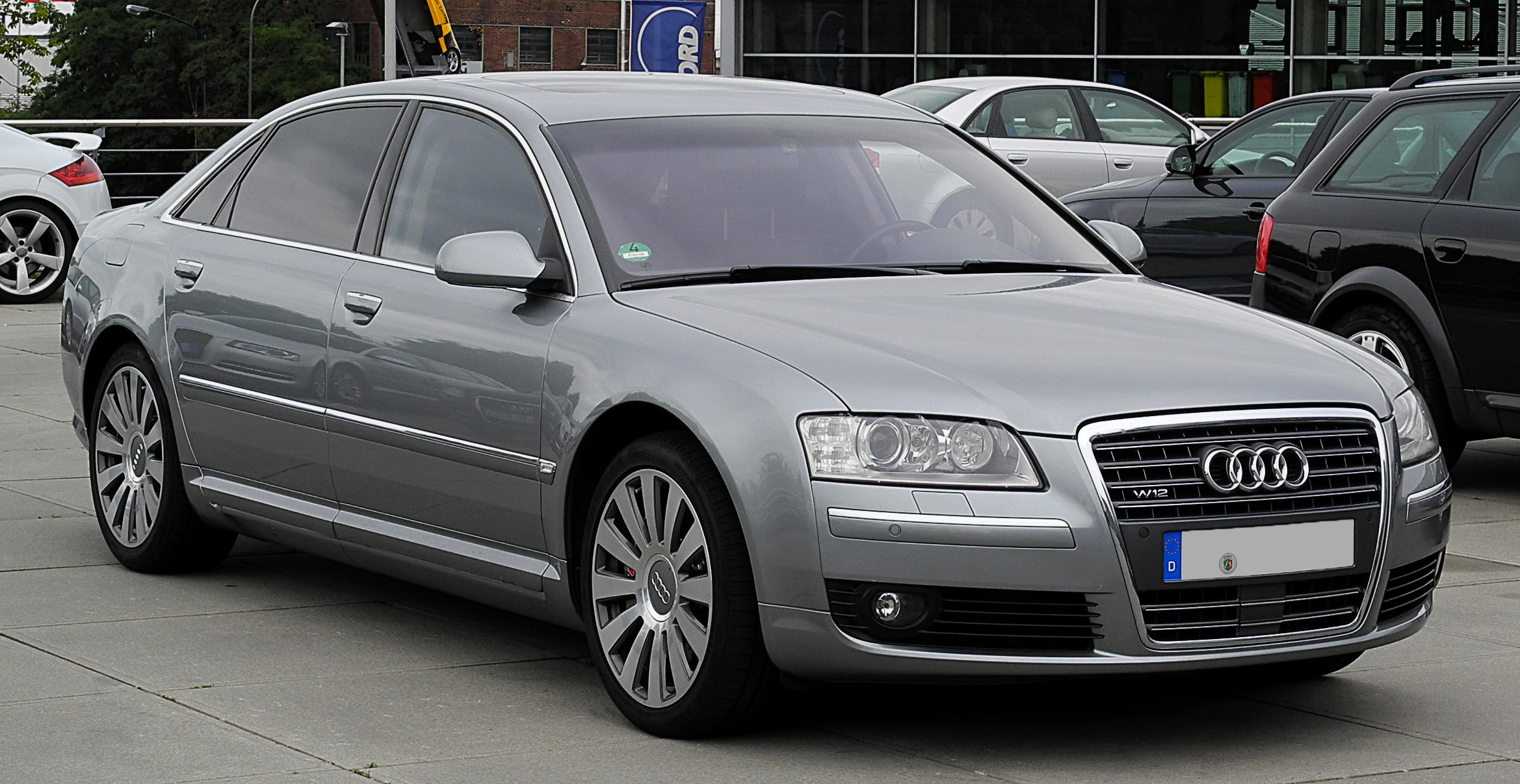
Audi A8 (2005–2007)
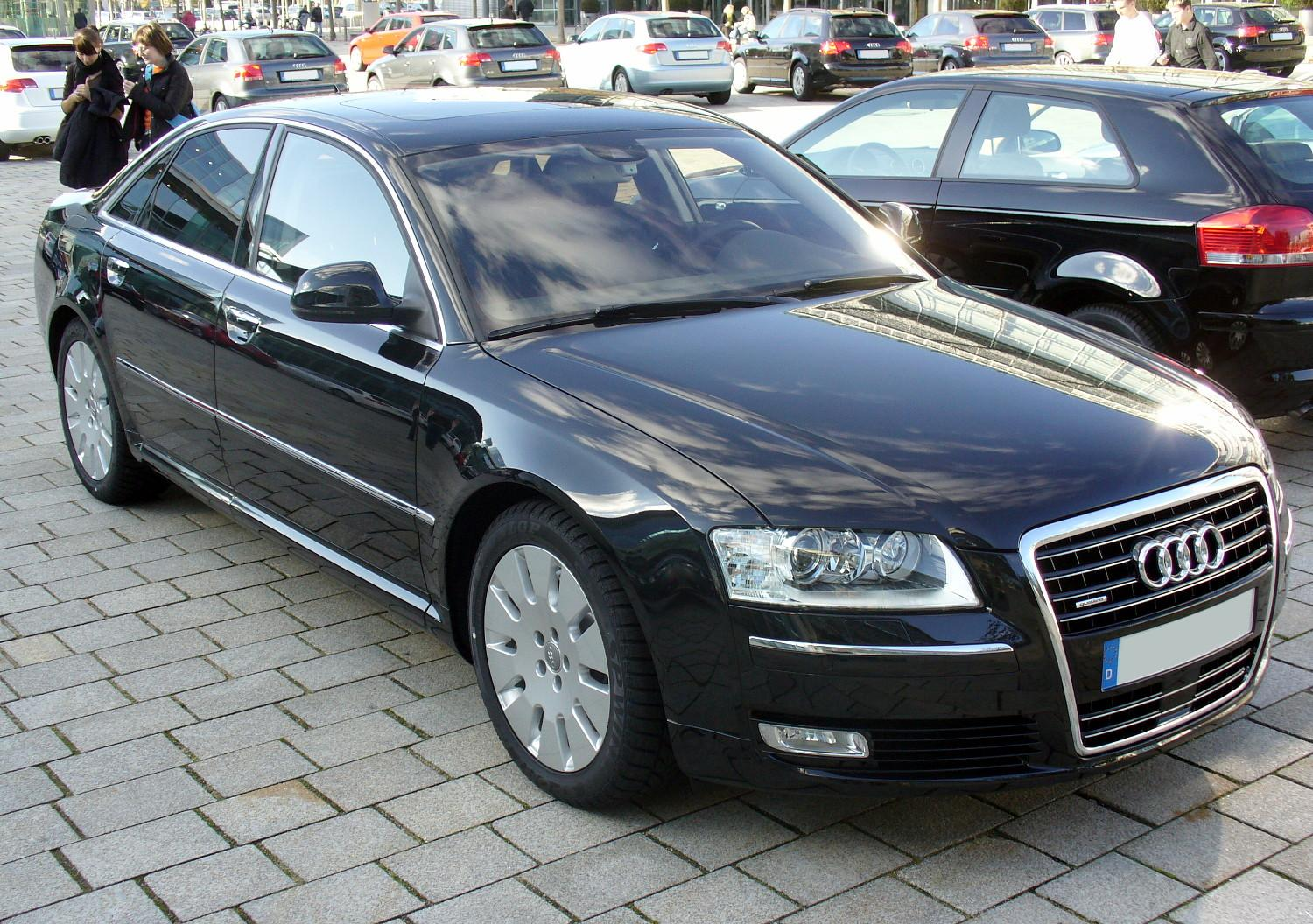
Audi A8 (2007–2010)
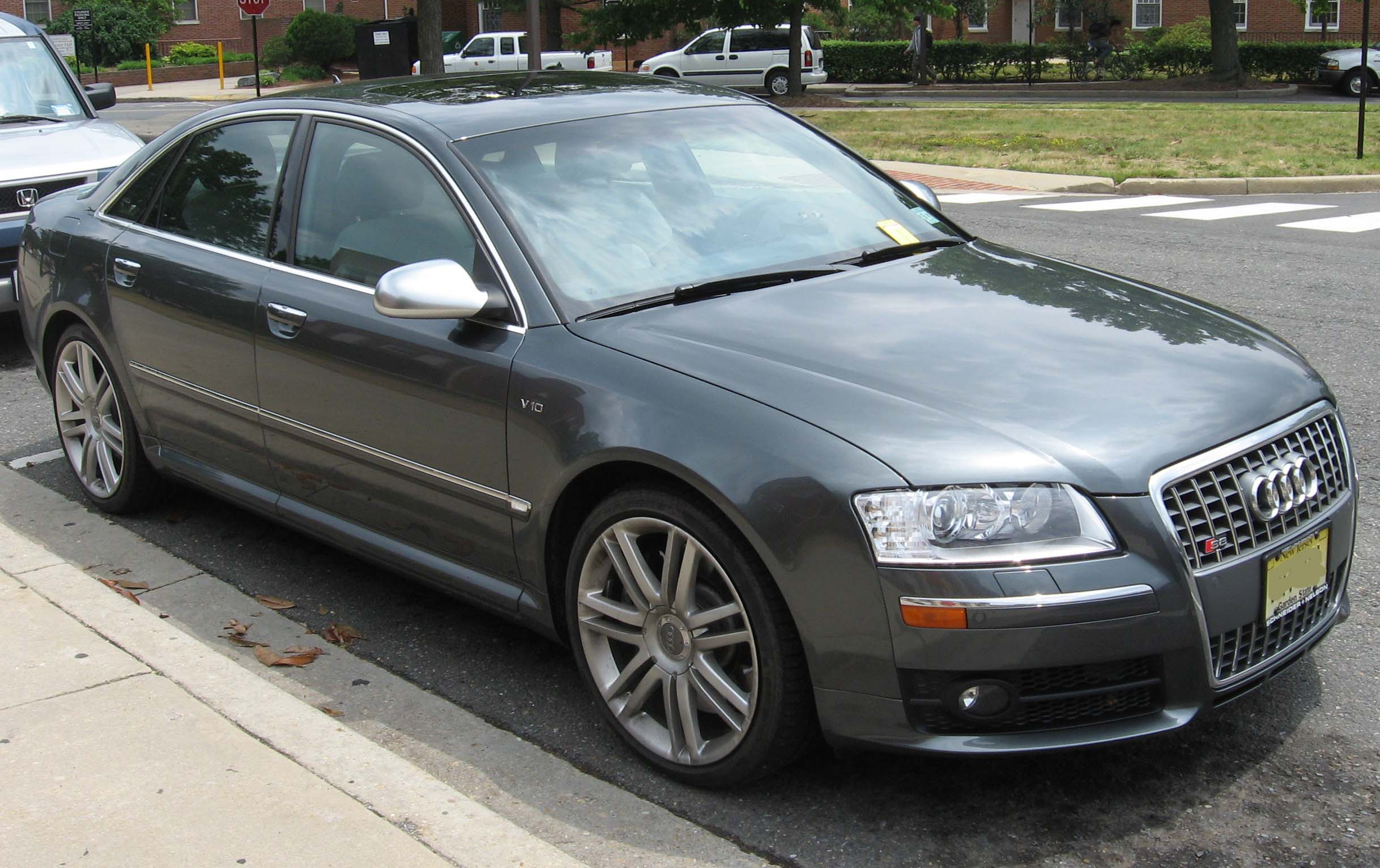
Audi S8
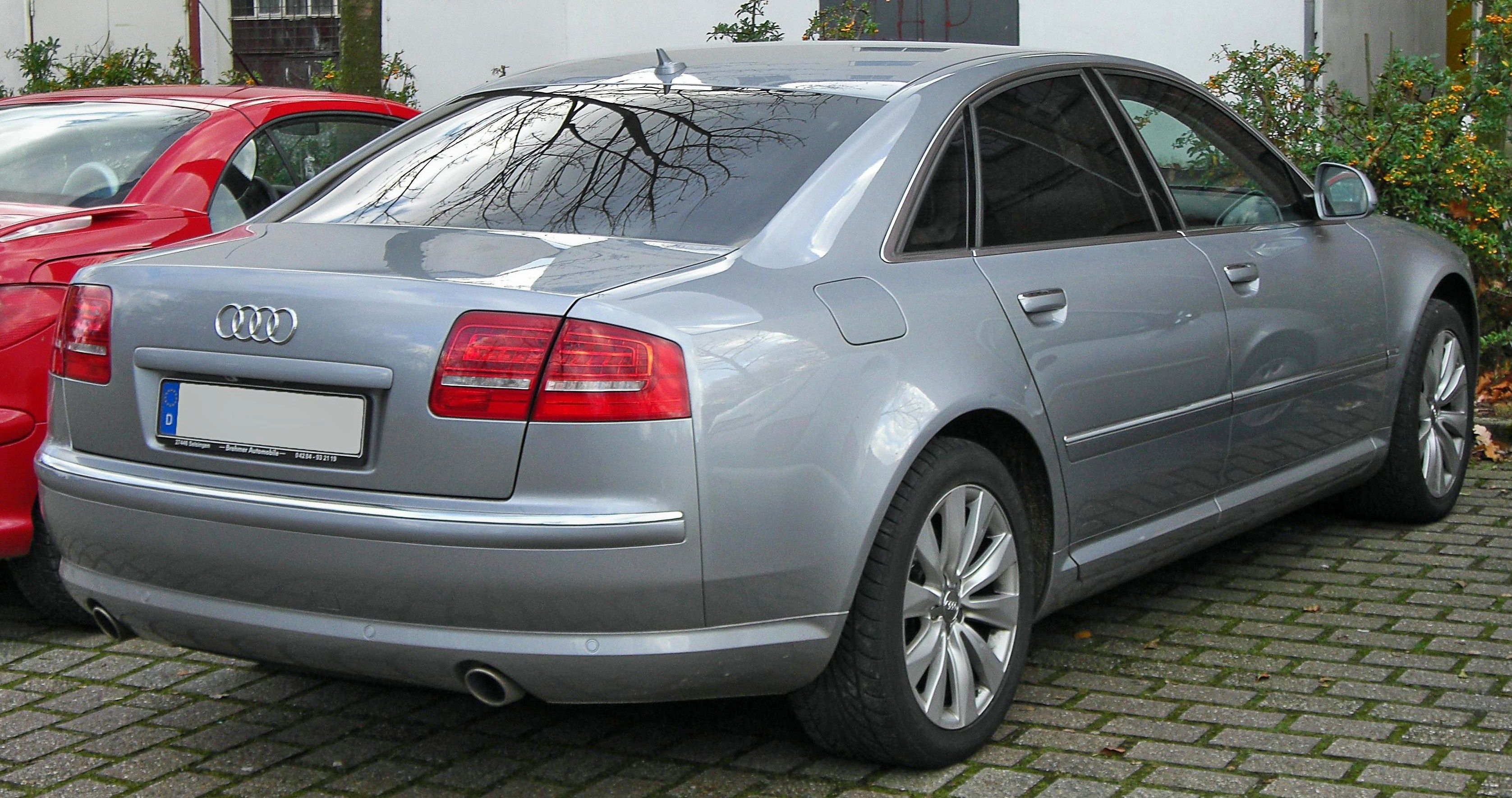
Вид сзади (2007–2010)

## Тип D4/4H
Премьера третьего поколения А8 состоялась 1 декабря 2009 года в Майами на выставке Design Miami. Тремя месяцами позже новая модель появилась на немецком рынке.
Премьера нового поколения в Европе состоялась на Женевском автосалоне 2010 года. Новый A8 «подрос» на 10 см до 5,15 м. Дизайн Audi A8 практически не изменился, за исключением более выраженной линии выштамповки, именуемой «линией торнадо», проходящей вдоль боковой части кузова. Увидевшая свет в 2010 году базовая модель Audi A8 оснащается 6-цилиндровым двигателем 2,8 л FSI и вариатором CVT (multitronic). Модульная платформа с продольным расположением силового агрегата обеспечивает компактность конструкции, что позволило сместить переднюю ось Audi A8 на 15 см вперёд. Одновременно это позволило улучшить развесовку по осям.

### Кузов
Алюминиевый кузов D4/4H на восемь сантиметров длиннее, чем у предыдущей модели. Длина версии с короткой базой около 5,14 м, а модели с длинной базой — 5,27 м. Несмотря на прибавку в весе по сравнению с предшественником (масса автомобиля увеличилась с 1905 до 2120 кг), A8 продолжает оставаться одним из самых лёгких автомобилей в своем классе, уступая только Jaguar XJ. Коэффициент аэродинамического сопротивления автомобиля равен 0,26.

### Техническое оснащение
Audi D4/4H вобрал в себя целый комплекс различных технических систем, служащих повышению комфорта за рулём, обеспечению должного уровня безопасности и снижению расхода топлива. К таким техническим решениям относятся:
- Создание сети FlexRay, объединяющей все системы электронного управления: так, например, круиз-контроль и адаптивные фары используют информацию, поступающую от системы навигации и с камеры, расположенной под зеркалом заднего вида. Благодаря этому фары переключаются в режим движения по автомагистрали уже в момент выезда на магистраль, а повороты освещаются при приближении к ним. Освещение адаптируется к особенностям соответствующей страны: при въезде в страну с левосторонним движением даже при выключенной системе навигации автоматически включается соответствующая группа световых приборов[16].
- В качестве опции для Audi A8 предлагается широкополосный доступ в Интернет с использованием технологии UMTS 3G[17] и навигация в режиме 3D с поддержкой карт Google Earth[18].
- Адаптивная система управления дальним светом: в тёмное время суток система плавно регулирует дальность света фар на основании информации от камеры, распознающей движущиеся навстречу или впереди автомобили[19].
- Ассистент сохранения полосы движения (Audi lane assist).
- Ассистент перестроения (Audi side assist).
- Система ночного видения с функцией обнаружения пешеходов.
- Ассистент распознавания ограничений скорости.
- Адаптивный круиз-контроль (adaptive cruise control) с функцией Stop-&-Go (0–250 км/ч), в т. ч. автоматическое экстренное торможение (Audi pre sense): в медленно движущемся потоке транспорта или в пробке система регулирует торможение и трогание с места. В сочетании с радиолокационными датчиками ассистента смены полосы движения в ситуациях, когда столкновение неизбежно, задействуется автономная система экстренного торможения, позволяющая максимально уменьшить силу удара.
- Парковочный ассистент.
- Восьмиступенчатая коробка передач tiptronic с применением технологии Shift-by-wire.
- Динамическое рулевое управление, отличающееся высокой точностью
- Алюминиевый кузов, получивший название Audi Space Frame[4], позволяет снизить массу автомобиля и расход топлива.
- Предлагающийся в качестве дополнительного оборудования привод quattro со спортивным дифференциалом задней оси позволяет перераспределять крутящий момент между задними колёсами. Так, при вхождении в поворот или разгоне на выходе из поворота крутящий момент направляется на заднее колесо, находящееся дальше от центра поворота, и сила тяги «вжимает» автомобиль в поворот в соответствии с углом поворота передних колёс.
- Входящая в стандартную комплектацию электронная система Audi drive select позволяет настраивать характеристики отдельных систем регулирования динамики движения.
- В качестве дополнительного оборудования предлагаются светодиодные фары со сниженным энергопотреблением (ближний и дальний свет, дневные ходовые огни, указатели поворотов и статическое освещение поворотов). На скорости от 110 км/ч фары переключаются в режим движения по автомагистрали с увеличенной дальностью светового пятна.

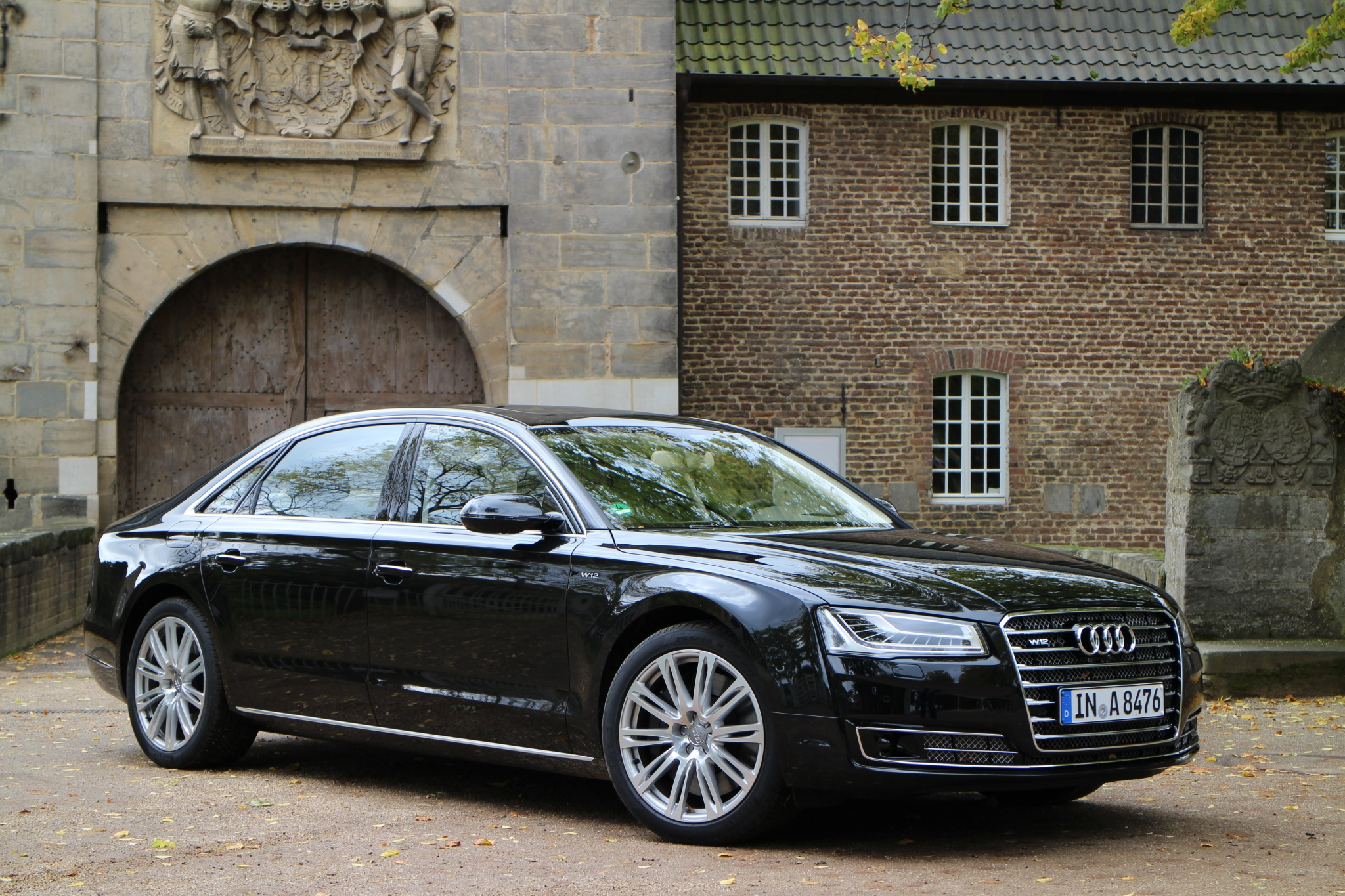
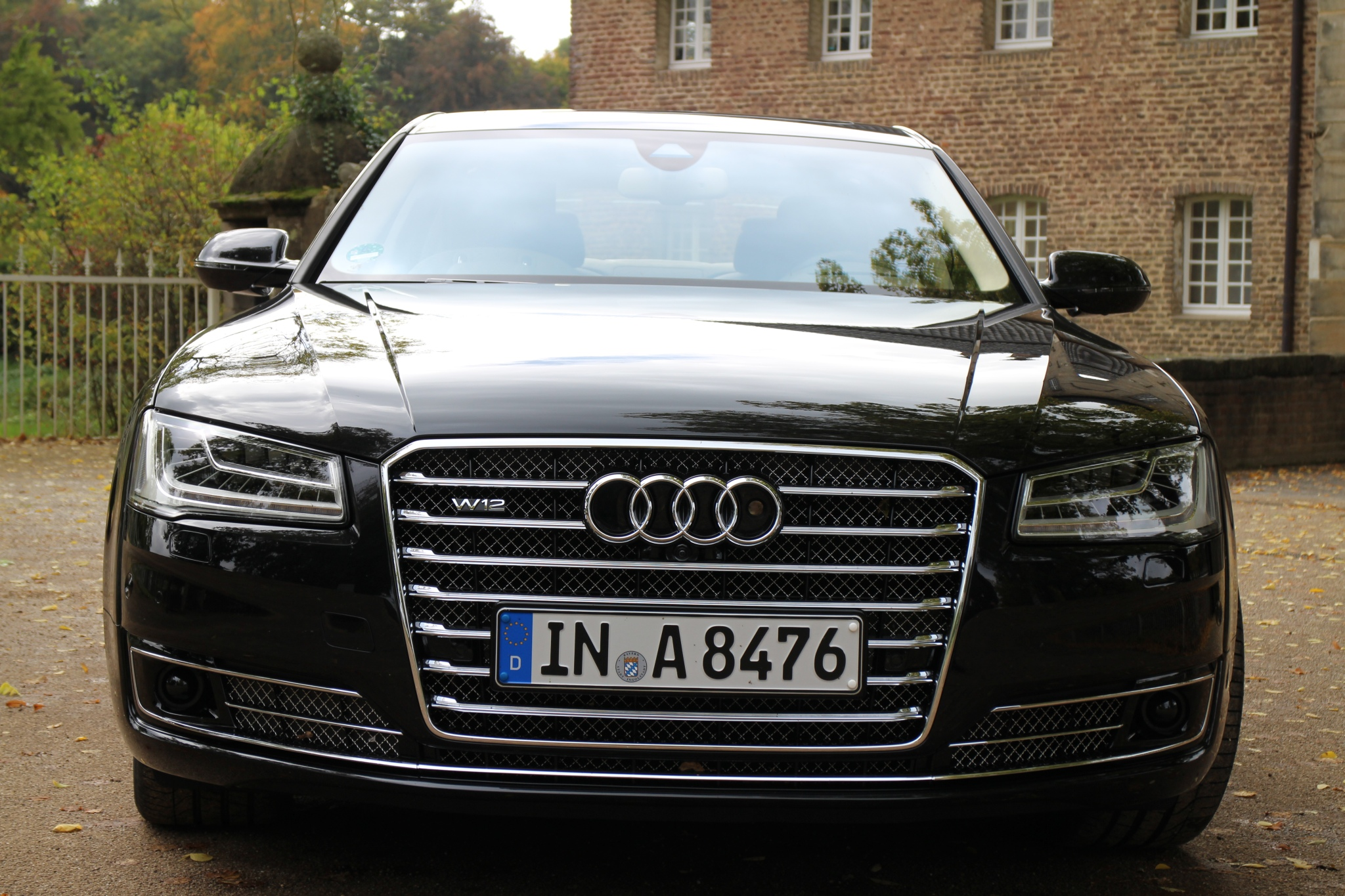
Рестайлинг четветого поколения.
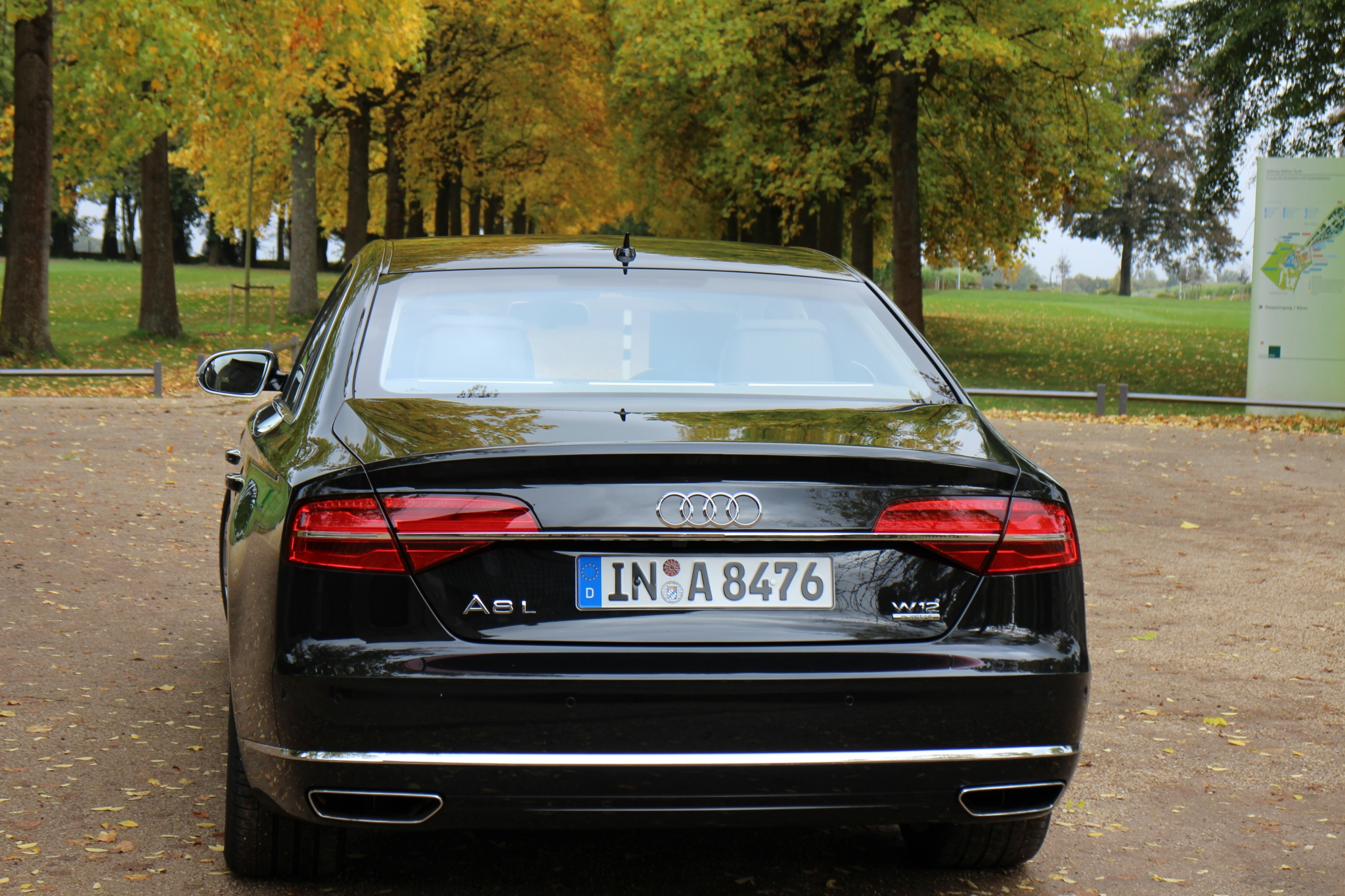
Вид сзади.
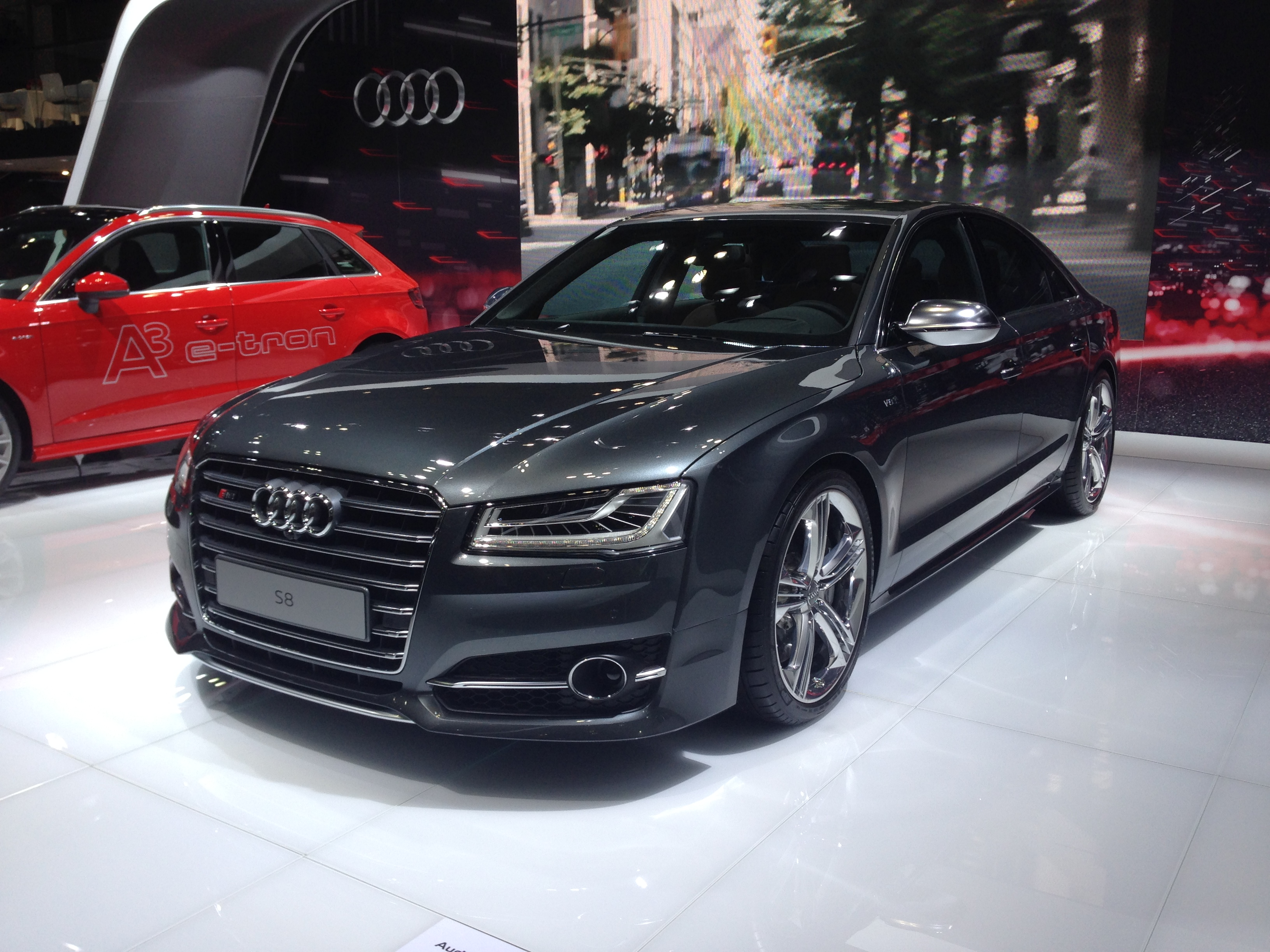
Audi S8 на выставке в Токио (2013 г.)

### Двигатели
Модель вышла на рынок с двумя вариантами двигателей: одним бензиновым 4,2 л и одним турбодизельным 4,2 л V8. Поскольку конкуренты в бизнес-классе в данной мощностной категории уже перешли на более экономичные двигатели V6 с двумя турбонагнетателями, дизельный V8 представляет собой последний агрегат своего типа в этом классе. Позднее линейка двигателей пополнилась 3-литровым V6 с компрессорным наддувом.
С конца 2010 года предлагается также дизельный двигатель V6, бензиновая модель W12 и версия с длинной базой. Кроме того, в августе 2011 года появилась базовая модель с приводом на передние колёса и модифицированным двигателем 3.0 TDI мощностью 204 л. с., средний расход топлива составляет 6 л/100 км.
| Технические характеристики                    | Технические характеристики                                              | Технические характеристики                                | Технические характеристики                                | Технические характеристики                                | Технические характеристики                                | Технические характеристики                           | Технические характеристики                           | Технические характеристики                           |
|                                               | 2.0 TFSI hybrid                                                         | 3.0 TFSI (L)                                              | 4.2 FSI (L)                                               | 4.0 TFSI (S8)                                             | 6.3 FSI L                                                 | 3.0 TDI                                              | 3.0 TDI (L)                                          | 4.2 TDI (L)                                          |
| --------------------------------------------- | ----------------------------------------------------------------------- | --------------------------------------------------------- | --------------------------------------------------------- | --------------------------------------------------------- | --------------------------------------------------------- | ---------------------------------------------------- | ---------------------------------------------------- | ---------------------------------------------------- |
| Период выпуска:                               | c 2012                                                                  | c 2010                                                    | c 2010                                                    | c 2012                                                    | c 01/2011                                                 | c 08/2011                                            | c 2010                                               | c 2010                                               |
| Тип двигателя:                                | Гибридный двигатель                                                     | Бензиновый двигатель                                      | Бензиновый двигатель                                      | Бензиновый двигатель                                      | Бензиновый двигатель                                      | Дизельный двигатель                                  | Дизельный двигатель                                  | Дизельный двигатель                                  |
| Модель двигателя:                             | Рядный двигатель, с непосредственным впрыском топлива, электродвигатель | V-образный двигатель, с непосредственным впрыском топлива | V-образный двигатель, с непосредственным впрыском топлива | V-образный двигатель, с непосредственным впрыском топлива | W-образный двигатель, с непосредственным впрыском топлива | V-образный двигатель, с системой впрыска Common Rail | V-образный двигатель, с системой впрыска Common Rail | V-образный двигатель, с системой впрыска Common Rail |
| Наддув:                                       | Турбонагнетатель                                                        | Компрессор                                                | —                                                         | Два турбонагнетателя                                      | —                                                         | Турбонагнетатель                                     | Турбонагнетатель                                     | Турбонагнетатель                                     |
| Цилиндр/клапан:                               | 4/16                                                                    | 6/24                                                      | 8/32                                                      | 8/32                                                      | 12/48                                                     | 6/24                                                 | 6/24                                                 | 8/32                                                 |
| Рабочий объём:                                | 1984 см³                                                                | 2995 см³                                                  | 4163 см³                                                  | 3993 см³                                                  | 6299 см³                                                  | 2967 см³                                             | 2967 см³                                             | 4134 см³                                             |
| Макс. мощность при об/мин:                    | 245 л.с.                                                                | 290 л. с./ 4850–6500                                      | 372 л. с./ 6800                                           | 520 л. с./ 6000                                           | 500 л. с./ 6200                                           | 204 л. с./ 3750–4500                                 | 250 л. с./ 4000–4500                                 | 350 л. с./ 4000                                      |
| Макс. крутящий момент при об/мин:             | 480 Н·м                                                                 | 420 Н·м/ 2500–4850                                        | 445 Н·м/ 3500                                             | 650 Н·м/ 1700–5500                                        | 625 Н·м/ 4750                                             | 400 Н·м/ 1250–3500                                   | 550 Н·м/ 1500–3000                                   | 800 Н·м/ 1750–2750                                   |
| Тип привода, стандартно:                      | Передний привод                                                         | Полный привод quattro                                     | Полный привод quattro                                     | Полный привод quattro                                     | Полный привод quattro                                     | Передний привод                                      | Полный привод quattro                                | Полный привод quattro                                |
| Коробка передач, стандартно:                  | 8-ступенчатая автоматическая                                            | 8-ступенчатая автоматическая                              | 8-ступенчатая автоматическая                              | 8-ступенчатая автоматическая                              | 8-ступенчатая автоматическая                              | 8-ступенчатая автоматическая                         | 8-ступенчатая автоматическая                         | 8-ступенчатая автоматическая                         |
| Снаряжённая масса автомобиля:                 |                                                                         | 1905–1955 кг                                              | 1910–1960 кг                                              | 2050 кг                                                   | 2130 кг                                                   | 1870 кг                                              | 1915–1965 кг                                         | 2070–2120 кг                                         |
| Максимальная грузоподъёмность:                |                                                                         | 575–615 кг                                                | 575–615 кг                                                | 600 кг                                                    | 525 кг                                                    | 635 кг                                               | 575–615 кг                                           | 550–590 кг                                           |
| Разгон 0-100 км/ч:                            | 7,7 с                                                                   | 6,1–6,2 с                                                 | 5,7–5,8 с                                                 | 4,2 с                                                     | 4,7 с                                                     | 7,9 с                                                | 6,1–6,2 с                                            | 5,5–5,6 с                                            |
| Максимальная скорость:                        | 235 км/ч                                                                | 250 км/ч (регулируется)                                   | 250 км/ч (регулируется)                                   | 250 км/ч (регулируется)                                   | 250 км/ч (регулируется)                                   | 239 км/ч                                             | 250 км/ч (регулируется)                              | 250 км/ч (регулируется)                              |
| Расход топлива на 100 км (в смешанном цикле): | 6,4 л неэтилированного бензина                                          | 8,8–9,3 л неэтилированного бензина                        | 9,5–9,7 л неэтилированного бензина                        | 10,2 л топлива Super Plus                                 | 11,9–12,4 л неэтилированного бензина                      | 6,0 л дизельного топлива                             | 6,4–6,6 л дизельного топлива                         | 7,4–7,8 л дизельного топлива                         |
| Выброс CO2 в смешанном цикле:                 | 148 г/км                                                                | 204–217 г/км                                              | 219–224 г/км                                              | 237 г/км                                                  | 277–290 г/км                                              | 158 г/км                                             | 169–176 г/км                                         | 195–204 г/км                                         |
| Норма токсичности по классификации ЕС:        | Евро 5                                                                  | Евро 5                                                    | Евро 5                                                    | Евро 5                                                    | Евро 5                                                    | Евро 5                                               | Евро 5                                               | Евро 5                                               |

### Коробка передач
Для передачи крутящего момента используется 8-ступенчатая коробка передач tiptronic. Переключение передач осуществляется нажатием селектора АКП, автоматически возвращающегося в исходное положение.
Так называемая технология Shift-by-wire обеспечивает передачу команд переключения передач электронным способом. При этом команда на включение соответствующей передачи передаётся на основной блок управления автомобиля, отвечающий за механическое включение передачи с помощью исполнительных электродвигателей. Благодаря этому сокращается время переключения передач, а в сочетании со сниженными рабочими оборотами двигателя обеспечивается меньший расход топлива и повышается комфорт. По завершении парковки автомобиля автоматически включается стояночный тормоз.

## Тип D5/4N
Модель Audi A8 четвёртого поколения дебютировала 11 июля 2017 на специальном мероприятии в Барселоне. Флагманский седан получит усовершенствованные системы и оборудование, а также функции автопилота. Также был представлен на Франкфуртском автосалоне 2017.

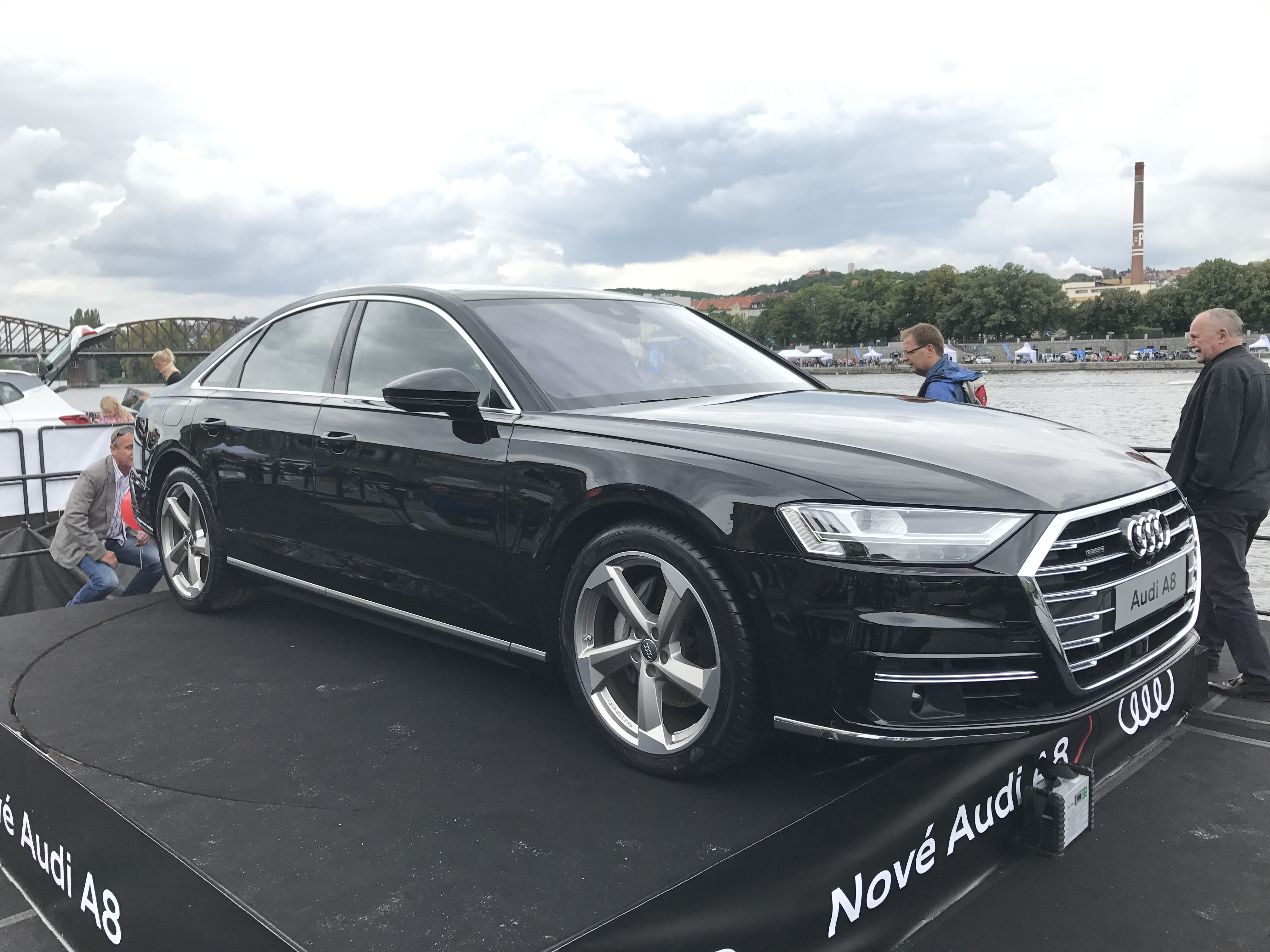
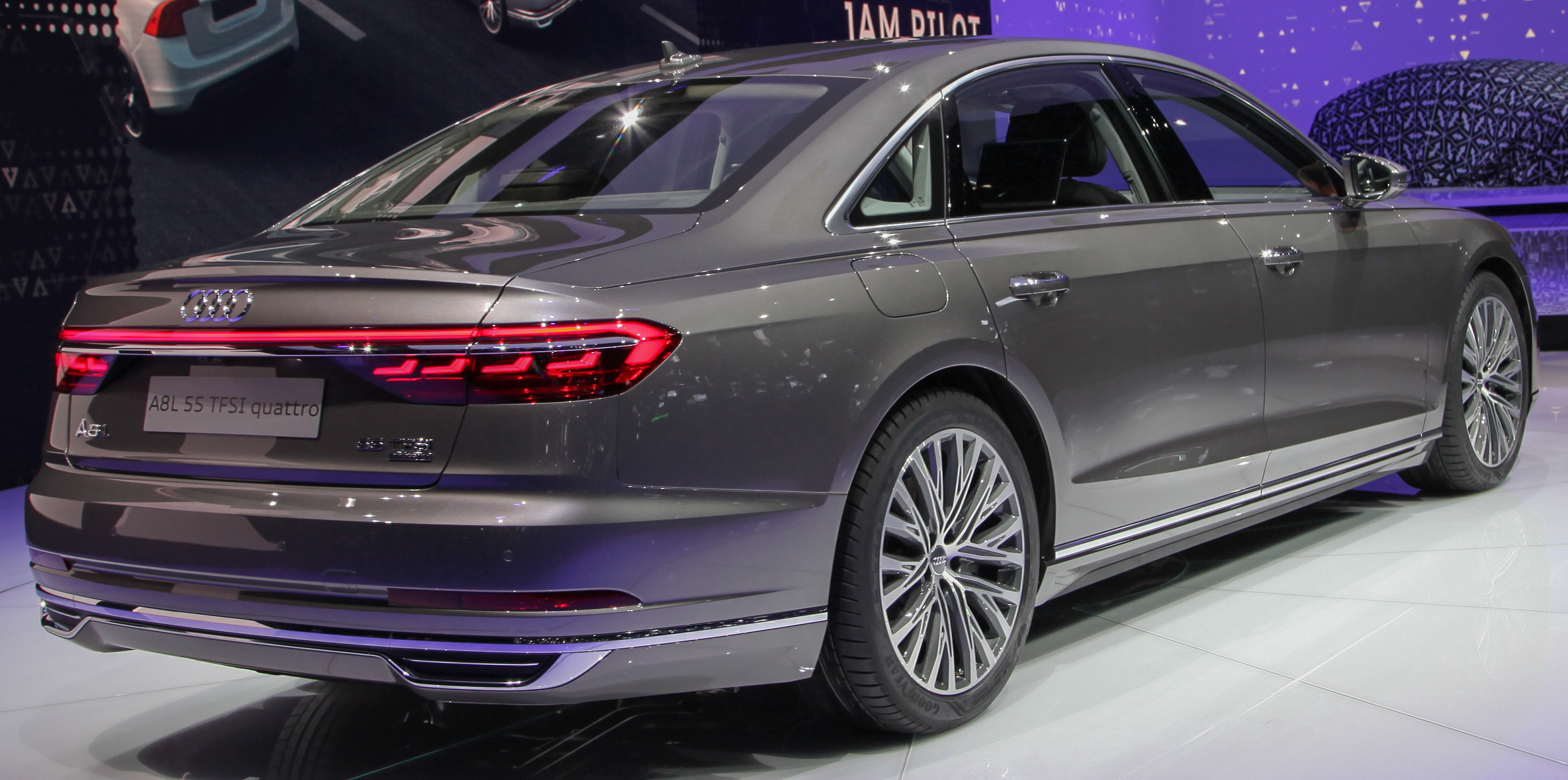
На Франкфуртском автосалоне 2017
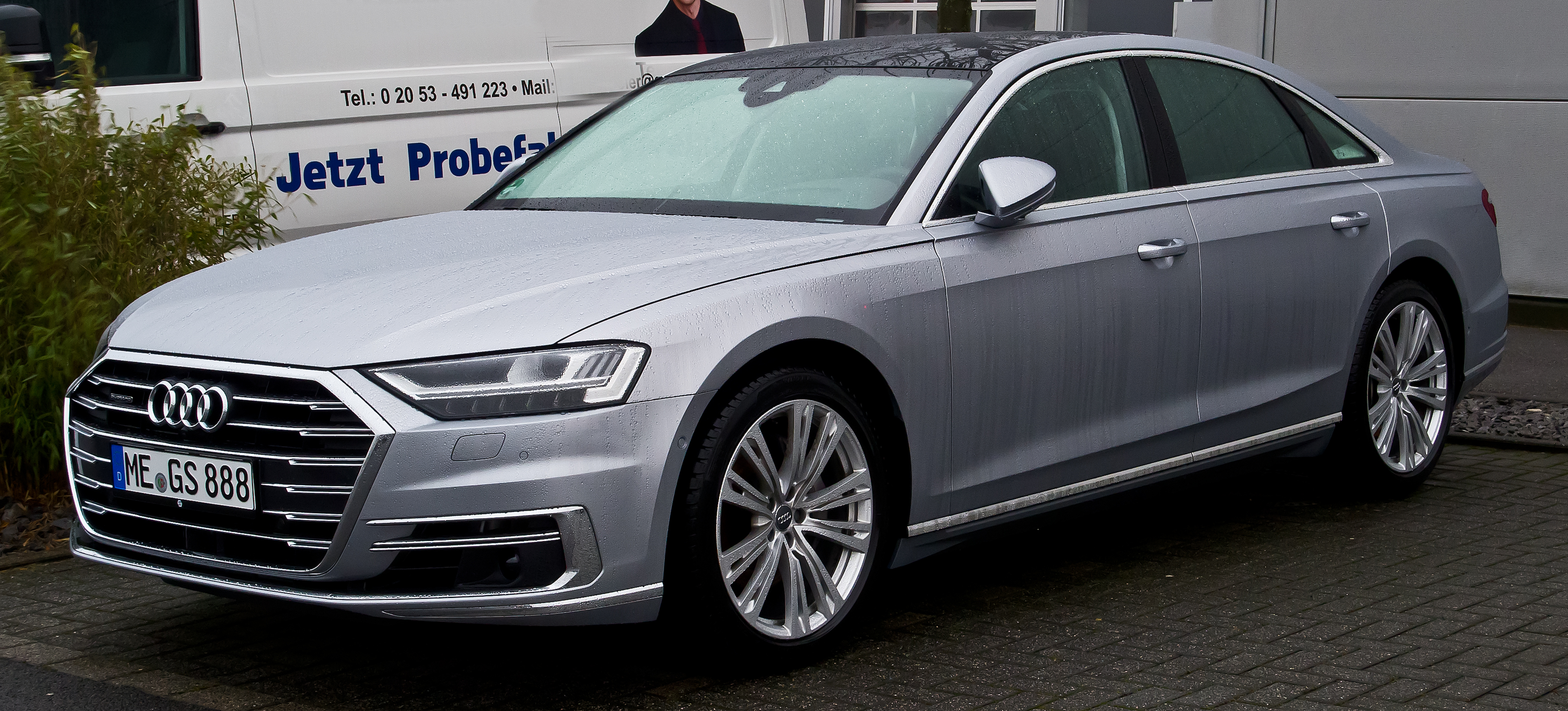
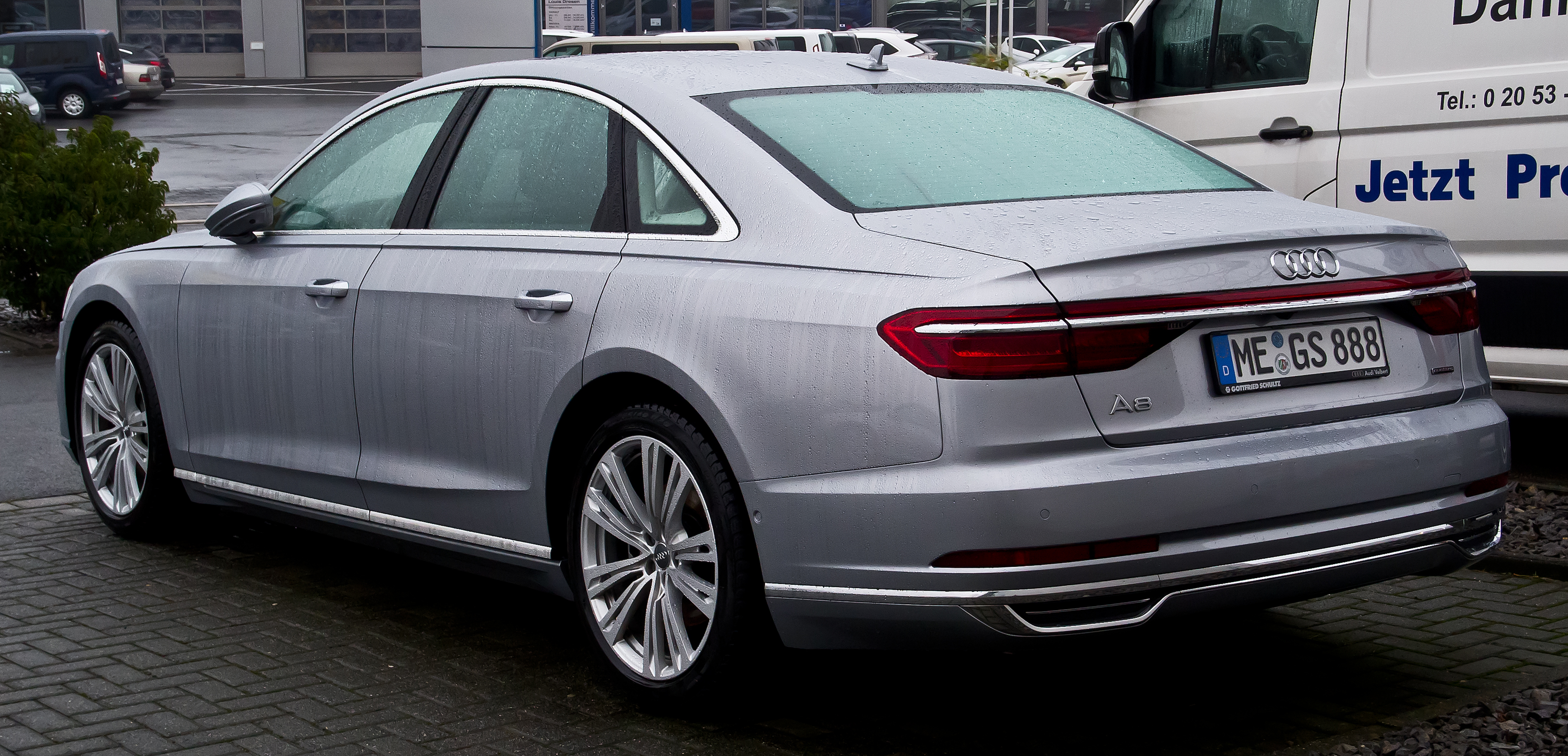

## Audi A8 в России
| Год  | Продано Audi A8, шт. |
| ---- | -------------------- |
| 2015 | 691                  |
| 2016 | 497                  |
| 2017 | 279                  |
| 2018 | 500                  |
| 2019 | 397                  |
| 2020 | 258                  |

## Факты
- Ангела Меркель (Angela Merkel[24]) ездит на Audi A8L Security
- Бывший премьер-министр Италии Сильвио Берлускони и экс-мэр Москвы Юрий Лужков также предпочли Audi A8[25].
- Президент Белоруссии Александр Лукашенко, имеет бронированную Audi A8 (D3) и предпочитает на ней ездить за рулём[26][27].

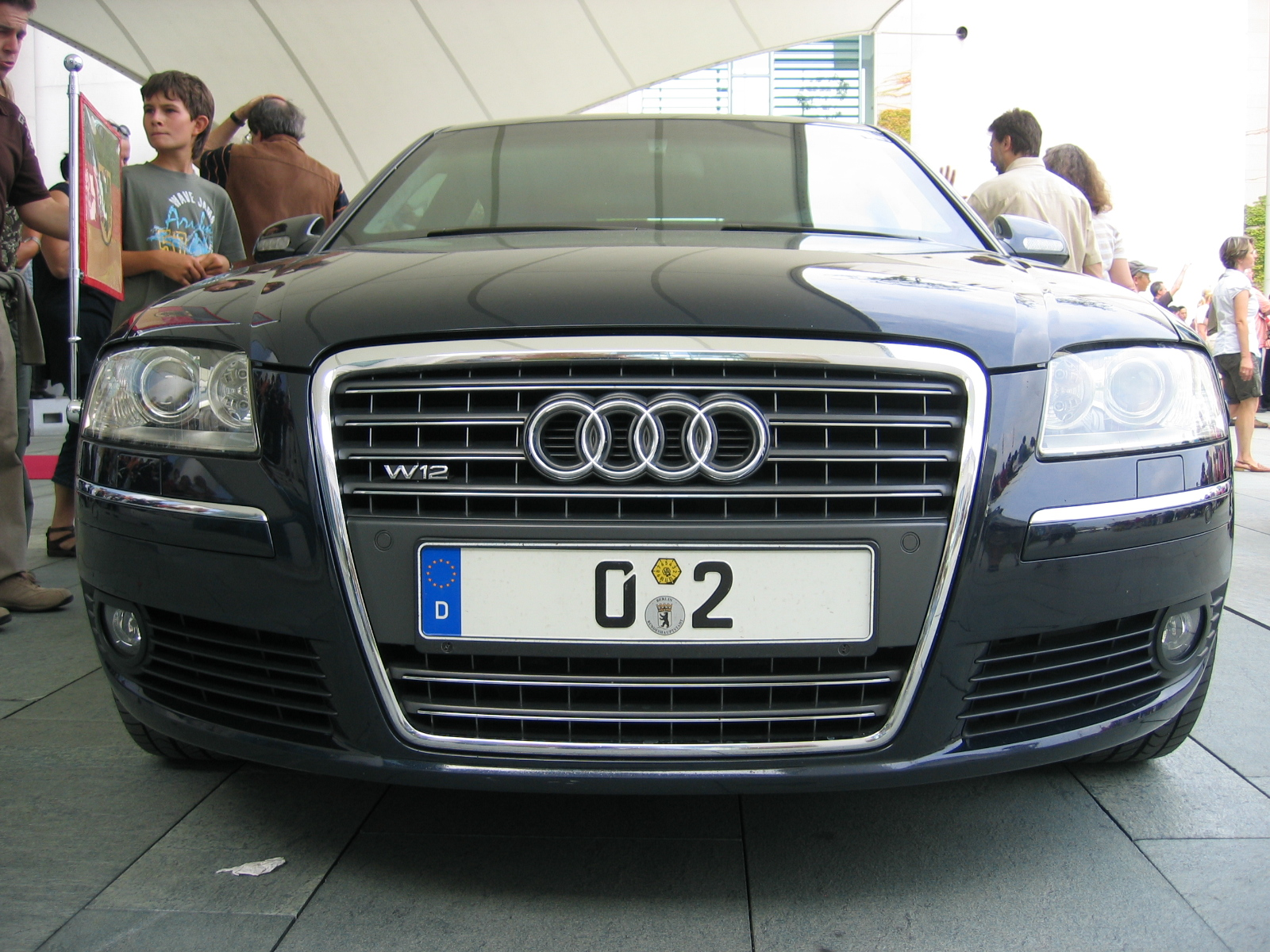
Служебная машина канцлера Германии Ангелы Меркель, 2007 год
Служебный автомобиль президента Чехии Милоша Земана, 2017 год